# Georg Elser

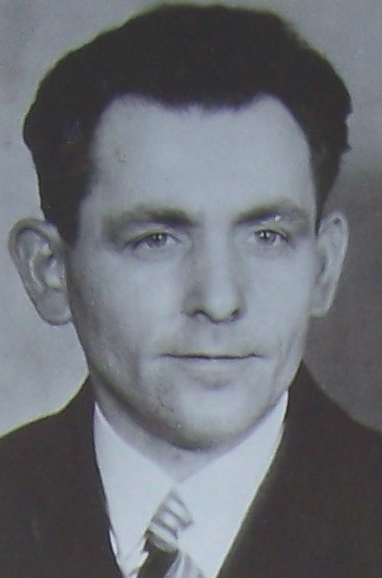
Georg Elser (1939)

Johann Georg Elser (* 4. Januar 1903 in Hermaringen, Württemberg; † 9. April 1945 im KZ Dachau, Bayern) war ein deutscher Tischler und Widerstandskämpfer gegen den Nationalsozialismus. Am 8. November 1939 führte er im Münchner Bürgerbräukeller ein Sprengstoffattentat auf Adolf Hitler und nahezu die gesamte nationalsozialistische Führungsspitze aus, das nur knapp scheiterte.

## Leben

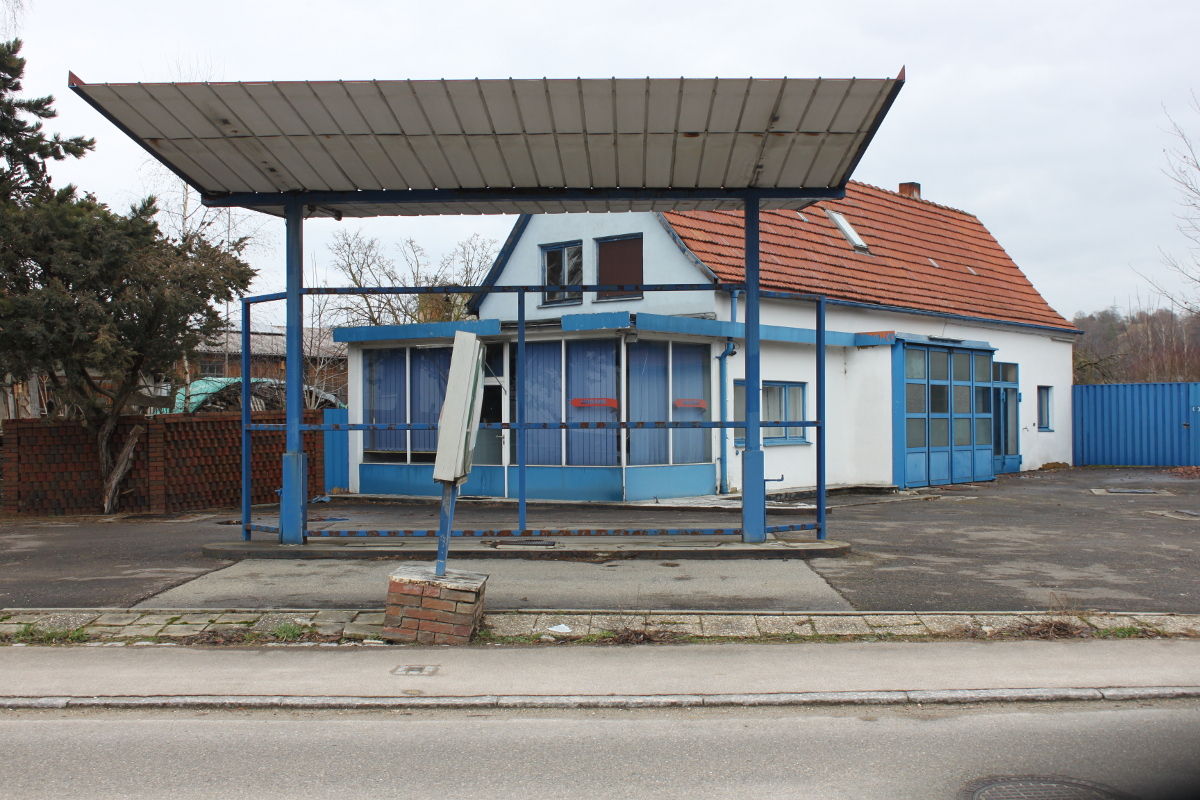
Ort des Geburtshauses in Hermaringen mit Stolperstein von Gunter Demnig im Gehweg

### Königsbronn
Georg Elser war das nichteheliche Kind von Maria Müller, Tochter eines Wagners und Landwirts. Ein Jahr nach seiner Geburt heiratete sie den Holzhändler und Landwirt Ludwig Elser aus Königsbronn. Durch diese Eheschließung wurde Georg Elser als Sohn von Ludwig Elser legitimiert. Ludwig Elser betrieb einen Holzhandelsbetrieb in Königsbronn bei Heidenheim in Württemberg, wo Georg mit seinen Geschwistern aufwuchs.
Georg Elser hatte fünf jüngere Geschwister: Friederike (* 1904), Maria (* 1906), Ludwig (* 1909), Anna (* 1910) und Leonhard (* 1913). Seine Kindheit war geprägt durch frühes Arbeiten am elterlichen Hofe und die Alkoholkrankheit seines Stiefvaters.
Nach dem Besuch der Volksschule in Königsbronn 1910 bis 1917 begann er eine Lehre als Eisendreher in den ehemaligen Königlichen Hüttenwerken Königsbronn. 1919 brach er diese aus gesundheitlichen Gründen ab und begann eine Lehre als Schreiner. Nach Bestehen der Gesellenprüfung als Jahrgangsbester 1922 arbeitete er bis 1925 in verschiedenen Schreinereien in Königsbronn, Aalen und Heidenheim als Bau- und Möbeltischler. Sein beruflicher Werdegang war geprägt durch die Konjunkturschwankungen der deutschen Wirtschaft (Hyperinflation 1923, Weltwirtschaftskrise ab 1930) und die Machtergreifung der Nationalsozialisten.

### Mitglied im Roten Frontkämpferbund
Erstes politisches Interesse Elsers zeigte seine Mitgliedschaft im Holzarbeiterverband; er übernahm dort aber nie eine Führungsrolle.
Wie Elser im Berliner Verhörprotokoll erklärte, trat er 1928 oder 1929 in Konstanz dem Roten Frontkämpferbund bei, dem paramilitärischen Kampfverband der KPD. Er sei aber nur zahlendes Mitglied gewesen, habe keine Uniform besessen und keinerlei Funktionärsposten innegehabt. Wie stark seine kommunistische Orientierung und sein Engagement innerhalb der KPD-Organisationen tatsächlich war, lässt sich nicht widerspruchsfrei rekonstruieren.

### Leben und Arbeit am Bodensee
Sein Wunsch nach einem höheren Lohn und eine aufkommende Sehnsucht in die Ferne ließen ihn nie wirklich sesshaft werden. Für kurze Zeit fand er Arbeit beim Propellerbau bei Dornier in Friedrichshafen.
Nur in Konstanz lebte und arbeitete er ab 1925 für eine längere Zeit und stellte hölzerne Uhrengehäuse für vorgefertigte Stand-, Kamin- und Tischuhren in der Uhrenfabrik Constantia, Metzner & Co her. Im Jahr 1929 musste die betriebliche Arbeit aufgrund mehrerer Todesfälle in der Betriebsleitung immer wieder unterbrochen werden, bis schließlich die Arbeiten endgültig eingestellt und sämtliche Arbeiter entlassen wurden: „Soviel mir erinnerlich ist, war die Entlassung auf einen Brand in der Firma zurückzuführen“. Bis 1932 blieb Elser am Bodensee und arbeitete dort in unterschiedlichen Schreinereien, wo er jedoch aufgrund von Schließungen und Mitarbeiterentlassungen immer nur für kurze Zeit bleiben konnte. 1930 arbeitete er ein halbes Jahr lang auch als Grenzgänger von Konstanz mit dem Fahrrad aus in Bottighofen in der Schweiz in der Schreinerei Schönholzer als Schreiner. Von 1930 bis 1932 stellte Elser in Meersburg in der Kunkelgasse in der Nachfolgefirma der in Konkurs gegangenen Konstanzer Uhrenfabrik für den Uhrenfabrikanten Rothmund Holzgehäuse her. Nach dem Konkurs von Rothmund musste Elser seine Wohnung in Konstanz aus finanziellen Gründen aufgeben. Er fand eine Unterkunft in Meersburg Am Stadtgraben und arbeitete (z. B. Uhrenreparaturen, Schreinerarbeiten) gegen Kost und Logis. Unter den Arbeitskollegen galt Elser als übergenauer Arbeiter.
Im Jahr 1926 trat Elser in den Trachtenverein Oberrheintaler in Konstanz ein und kaufte sich eine Zither; er wurde Mitglied im Zitherclub Konstanz. Er war auch Mitglied des Trachtenvereins Alpenrose und des Abstinentenvereins Kreuzlingen.
Elser lernte die Konstanzer Kellnerin Mathilde Niedermann kennen und wurde 1930 Vater eines nichtehelichen Sohnes namens Manfred. Der spätere Ehemann von Niedermann adoptierte Elsers Sohn.

### Zurück in Königsbronn
Im August 1932 kehrte Elser allein nach Königsbronn zurück, da der Vater „immer mehr und mehr saufe und […] er einen Acker um den anderen verkaufe, um seine Schulden zu bezahlen“. In Königsbronn war Elser in der Landwirtschaft tätig und fertigte in seiner eigenen Werkstatt Möbel für die umgebende Bevölkerung an.
Von Dezember 1936 bis März 1939 arbeitete er bei der Heidenheimer Firma Waldenmaier, eine Armaturenfabrik (heute: Erhard GmbH & Co. KG), zunächst als Hilfsarbeiter in einer Gussputzerei und ab dem Sommer 1937 in der Versandabteilung, wo er bis März 1939 die Prüfung der Materialeingänge übernahm. Ab November 1938 entwendete er über einen längeren Zeitraum 250 Pressstückchen Pulver, die er später zusätzlich zu dem Dynamit, das er im April und Mai 1939 in einem Steinbruch stahl, für seine selbst gebaute Bombe verwendete.
1933 lernte Georg Elser die verheiratete Elsa Härlen, geb. Stephan (1911–1994) kennen. Er hatte eine Liebesbeziehung mit ihr und möglicherweise ein oder zwei Kinder. Nach deren Geburt zog sie 1936 von ihrem Ehemann weg ins Haus ihrer Eltern nach Jebenhausen und ließ sich dann scheiden. Nach ihrer Erinnerung war von Heirat mit Elser die Rede, doch dann hätten sie sich „auseinander gelebt“ und im Januar 1939 zum letzten Mal getroffen. Tatsächlich distanzierte sich Elser von Familie und Freunden, auch von Elsa Härlen, damit sie später nicht als Mitwisser verdächtigt würden.
Am 5. August 1939 zog Elser nach München, um dort seinen Anschlag auf Hitler vorzubereiten. Er wohnte bis zum 31. August in der Blumenstraße 19 und zog dann wegen niedrigerer Mietkosten ab dem 1. September in die Türkenstraße 94 um.

## Attentat im Bürgerbräukeller

### Motive
Elser war von Anfang an ein Gegner des Nationalsozialismus und verweigerte den ab 1933 im täglichen öffentlichen Leben von jedem „Volksgenossen“ erwarteten Hitlergruß. Nach Augenzeugenberichten verließ er den Raum, wenn Hitler-Reden im Rundfunk übertragen wurden. 
Laut dem nach seiner Verhaftung angefertigten „Berliner Verhörprotokoll“ war Elser der Auffassung, dass sich seit der Machtübernahme Hitlers im Jahre 1933 die Lebensbedingungen der Arbeiter verschlechtert hätten:

„So z. B. habe ich festgestellt, dass die Löhne niedriger und die Abzüge höher wurden. […] Der Stundenlohn eines Schreiners hat im Jahr 1929 eine Reichsmark betragen, heute wird nur noch ein Stundenlohn von 68 Pfennigen bezahlt. […] Der Arbeiter kann z. B. seinen Arbeitsplatz nicht mehr wechseln, wie er will; er ist heute durch die HJ nicht mehr Herr seiner Kinder, und auch in religiöser Hinsicht kann er sich nicht mehr so frei betätigen.“

Spätestens im Zusammenhang mit der von Elser als „Septemberkrise 1938“ bezeichneten Sudetenkrise kam laut diesem Protokoll neben der „Verbesserung der sozialen Verhältnisse der Arbeiterschaft“ als weiteres Motiv für den Bombenanschlag die „Vermeidung eines Krieges“ hinzu:

„Die seit 1933 in der Arbeiterschaft von mir beobachtete Unzufriedenheit und der von mir seit Herbst 1938 vermutete unvermeidliche Krieg beschäftigten stets meine Gedankengänge. Ob dies vor oder nach der Septemberkrise 1938 war, kann ich heute nicht mehr angeben. Ich stellte allein Betrachtungen an, wie man die Verhältnisse der Arbeiterschaft bessern und einen Krieg vermeiden könnte. Hierzu wurde ich von niemandem angeregt, auch wurde ich von niemandem in diesem Sinne beeinflusst. Derartige oder ähnliche Unterhaltungen habe ich nie gehört. Auch vom Moskauer Sender habe ich nie gehört, dass die deutsche Regierung und das Regime gestürzt werden müssen. Die von mir angestellten Betrachtungen zeitigten das Ergebnis, dass die Verhältnisse in Deutschland nur durch eine Beseitigung der augenblicklichen Führung geändert werden könnten. Unter der Führung verstand ich die ‚Obersten‘, ich meine damit Hitler, Göring und Goebbels.
Durch meine Überlegungen kam ich zu der Überzeugung, dass durch die Beseitigung dieser 3 Männer andere Männer an die Regierung kommen, die an das Ausland keine untragbaren Forderungen stellen, die kein fremdes Land einbeziehen wollen und die für eine Verbesserung der sozialen Verhältnisse der Arbeiterschaft Sorge tragen werden. An bestimmte Personen, die die Regierung übernehmen sollten, habe ich weder damals noch später gedacht. Den Nationalsozialismus wollte ich damals nicht beseitigen. Ich war davon überzeugt, dass der Nationalsozialismus die Macht in seinen Händen hatte und dass er diese nicht wieder hergeben werde. Ich war lediglich der Meinung, dass durch die Beseitigung der genannten drei Männer eine Mäßigung in der politischen Zielsetzung eintreten wird.“

Als Elsers Zeitbombe am 8. November 1939 im Bürgerbräukeller explodierte, hatte der von ihm befürchtete Krieg bereits zwei Monate zuvor am 1. September 1939 mit dem deutschen Überfall auf Polen begonnen. Dieser Krieg befand sich nach dem schnellen deutschen Sieg über Polen in der Phase des sogenannten Sitzkriegs und entwickelte sich in den nächsten Jahren zum Zweiten Weltkrieg.

### Planung und Vorbereitung

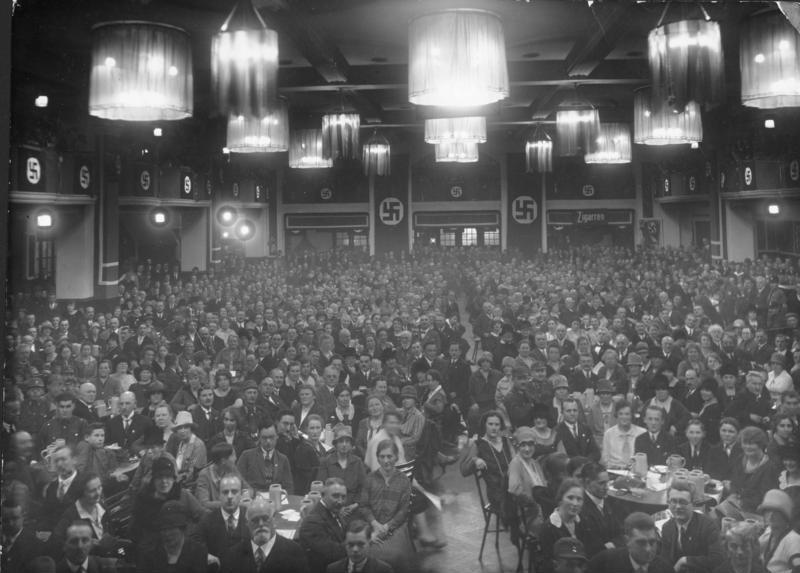
Eine der NSDAP-Versammlungen im Bürgerbräukeller

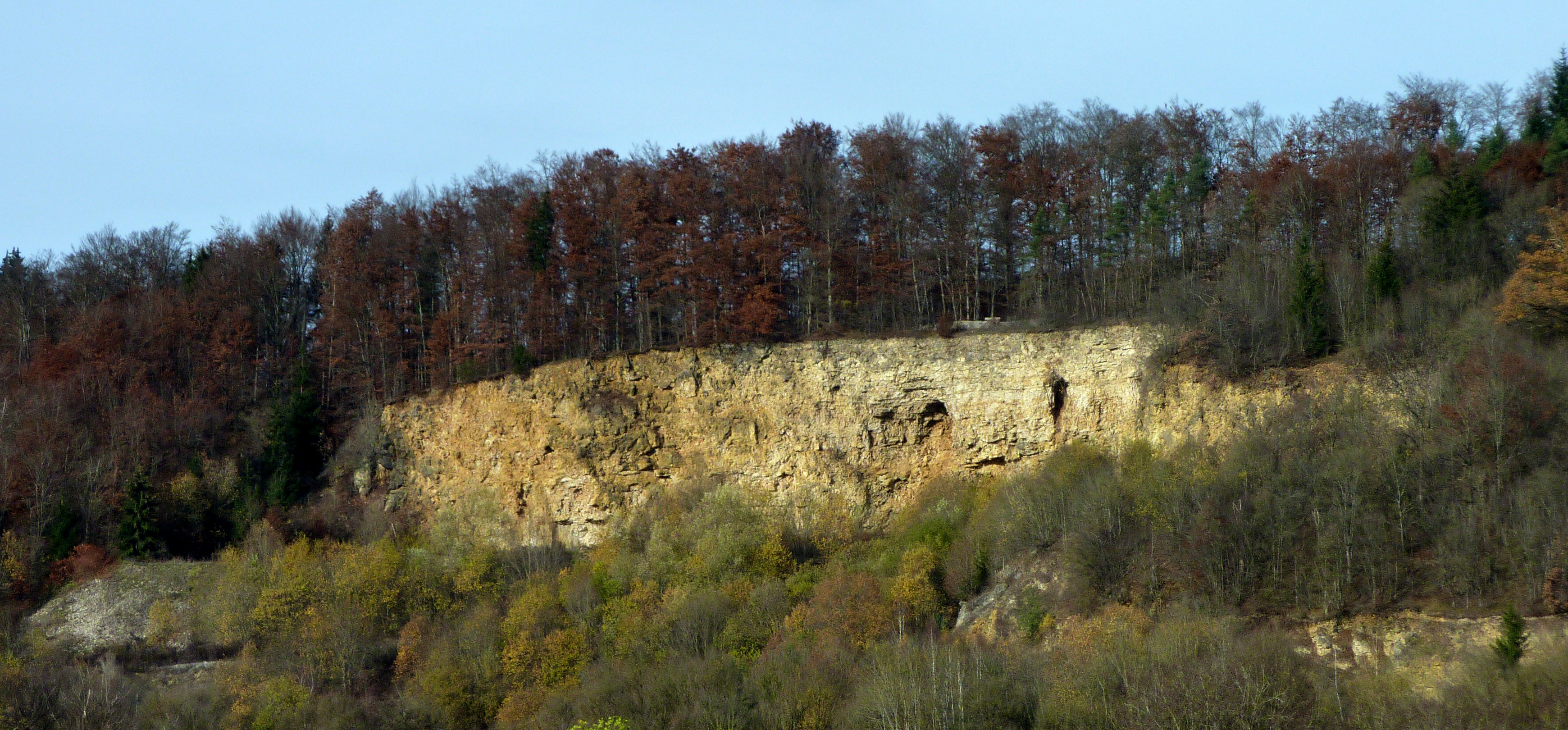
Aus diesem Steinbruch in Königsbronn-Itzelberg entwendete Elser den Sprengstoff für seine Bombe

Elser wusste, dass Hitler vor jedem Jahrestag seines gescheiterten Putschversuchs vom 9. November 1923 abends im Münchner Bürgerbräukeller eine Rede hielt. Daher fuhr er am 8. November 1938 mit der Bahn nach München, fand ein Zimmer für eine Nacht und ging am späten Abend in den Bürgerbräukeller, wo die Versammlung bereits vorüber war und die Absperrungen aufgehoben waren. Er erkannte die Möglichkeit, oberhalb des Galerieabsatzes über dem Rednerpult einen Sprengsatz einzubauen.
Anfang April 1939 fuhr er erneut nach München, ging auf die Galerie des Bürgerbräukellers und maß die Säule aus, in die er eine Zeitbombe einbauen wollte. Im selben Monat heuerte er als Arbeiter im Steinbruch von Georg Vollmer in Königsbronn-Itzelberg an, um dort 105 Dynamit-Sprengpatronen und 125 Sprengkapseln für seine Zeitbombe zu entwenden. Bereits während seiner Arbeit von Dezember 1936 bis März 1939 bei der Armaturenfabrik Waldenmaier in Heidenheim hatte er dort 250 Pressstückchen Schießpulver entwendet. In Heidenheim kaufte er Gewehrmunition und stellte in einem abgelegenen Obstgarten seiner Eltern in Königsbronn praktische Versuche an. Dazu baute er ein Modell, um mittels Gewehrpatronen eine Sprengkapsel zu zünden.
Am 5. August 1939 zog er nach München und mietete dort zunächst in der Blumenstraße 19 und ab 1. September bei der Familie Lehmann in der Türkenstraße 94 ein Zimmer. Den Nachbarn gegenüber gab er sich als Erfinder aus und konnte so unauffällig einen Zeitzünder konstruieren. Ab Ende August 1939 suchte er den Bürgerbräukeller jeden Abend auf, nahm dort zunächst eine einfache Arbeitermahlzeit für 60 Pfennig zu sich und wartete eine günstige Gelegenheit ab, um sich unbemerkt in der Besenkammer zu verstecken. Dort verharrte er mehrere Stunden, bis das Gasthaus abgeschlossen wurde. In über 30 Nächten höhlte er dann in mühevoller, riskanter Arbeit eine Säule aus, um darin die Bombe mit Zeitzünder zu deponieren. Die Öffnung verschloss Elser mit einem Teilbrett der Säulenverkleidung, das er wie eine Tür anbrachte, während er die Schnittstellen in der Säule mit den Leisten der Verkleidung verdeckte. Der durch die Arbeit entstandene Hohlraum befand sich oben in einer Säule, die unmittelbar hinter Hitlers Rednerpult stand. Um nicht durch Geräusche auf sich aufmerksam zu machen, musste er jeweils für zehn Minuten seine Arbeit unterbrechen, bis die automatische Toilettenspülung des Bürgerbräukellers wieder einsetzte. Den anfallenden Schutt versteckte er in einem selbstgefertigten Sack, den er anfangs in einem Karton, später in einem Koffer unter den Augen der Kellnerinnen tagsüber hinaustrug und in der Isar entleerte. In den ersten Novembertagen baute er seine selbstkonstruierte Zeitbombe samt Dynamitpatronen, Sprengkapseln und Schwarzpulver in den Hohlraum in der Säule ein.

### Veränderte Rahmenbedingungen
Die Münchner Gedenkfeiern an den Hitlerputsch am 9. November 1923 fanden im Jahr 1939 wegen des am 1. September 1939 durch den deutschen Überfall auf Polen begonnenen Zweiten Weltkriegs unter zu den Vorjahren völlig veränderten Bedingungen statt. Zwar war der 9. November mit einem Erlass vom 25. Februar 1939 als „Gedenktag für die Gefallenen der Bewegung“ zum gesetzlichen, arbeitsfreien Feiertag erklärt worden. Bis dahin war er nur ein halboffizieller „Reichstrauertag der NSDAP“ ohne eine klare Rechtsgrundlage gewesen. Doch kaum war die Rechtsgrundlage geschaffen, wurde der 9. November 1939 kriegsbedingt wieder zu einem normalen Arbeitstag erklärt.
Im Völkischen Beobachter vom 7. November 1939 gab die Gauleitung München-Oberbayern bekannt, dass der traditionelle Marsch am 9. November zur Feldherrnhalle und den Ehrentempeln am Königsplatz ausfalle. Das Programm wurde kriegsbedingt auf das abendliche Treffen der Marschierer von 1923 im Bürgerbräukeller, bei dem erstmals Rudolf Heß statt wie sonst Adolf Hitler sprechen sollte, sowie auf Kranzniederlegungen am nächsten Tag eingeschränkt.
Hitler wollte zu diesem Zeitpunkt wegen der letzten Vorbereitungen für den unmittelbar bevorstehenden Frankreichfeldzug in Berlin sein. Am 7. November wurde der Angriffstermin wegen der Wetter- und Transportlage vom 12. auf den 15. November verschoben, die endgültige Entscheidung über den Angriff war für den 9. November geplant. Tatsächlich wurde der Feldzug neunundzwanzig Mal verschoben, sodass die Offensive im Westen erst am 10. Mai 1940 gestartet wurde. 
Durch Hitlers Abwesenheit war die Voraussetzung für das von Elser geplante Attentat entfallen. Der Historiker Lothar Gruchmann, der im Jahre 1970 das Berliner Verhörprotokoll veröffentlichte, schrieb dazu: „Elsers Gleichgültigkeit gegenüber politischen Tagesereignissen und sein mangelndes Bestreben, sich durch Zeitung oder Rundfunk zu informieren, hatte zur Folge, dass er sein Vorhaben nicht abbrach oder unterbrach, als Hitlers Teilnahme an der Traditionsfeier zunächst abgesagt wurde.“ Stattdessen überzeugte Elser sich im Bürgerbräukeller in der Nacht auf den 8. November nochmals davon, dass die auf 21:20 Uhr eingestellte Zeitbombenuhr richtig ging, bevor er endgültig zu seiner Flucht in die Schweiz aufbrach. Elser erklärte später: „Es war mir nicht bekannt, dass eine Absage dieser Feiern in diesem Jahr geplant war, auch wusste ich nicht, dass ursprünglich der Führer nicht an dieser Feier teilnehmen sollte. Hierüber habe ich weder etwas gelesen, noch irgendetwas gehört. Während meines Aufenthaltes in München habe ich nur selten Zeitungen gelesen, hierzu hatte ich fast keine Zeit. Ich kann mich nicht entsinnen, ob ich im November 1939 noch eine Tageszeitung gelesen habe.“
Laut Völkischem Beobachter vom 8. November 1939 wurde die Rede von Heß auf den 9. November verschoben. Erst kurzfristig entschloss Hitler sich, in der Nacht vom 7. auf den 8. November mit seinem Sonderzug nun doch nach München zu fahren, um wenigstens am traditionellen Abend im Bürgerbräukeller zu sprechen. Er kam dort um 10:32 Uhr an und besuchte unter anderem Unity Valkyrie Mitford in einem Krankenhaus in der Nussbaumstraße. Sie war eine aus dem englischen Adel stammende Verehrerin Hitlers, die seit 1934 in München lebte und sich am 3. September 1939 im Englischen Garten mit einer Pistole in den Kopf geschossen hatte, nachdem Großbritannien dem Deutschen Reich den Krieg erklärt hatte. Am Nachmittag bereitete er in seiner Privatwohnung am Prinzregentenplatz seine Rede für den Abend vor, in der er England hart angriff, aber keinerweise durchblicken ließ, dass der Angriff auf Frankreich und das dort versammelte britische Expeditionsheer unmittelbar bevorstehe.
Wegen des schlechten Wetters war ein schneller Rückflug nach Berlin nicht möglich, sodass für die Rückreise erneut der Sonderzug zum Einsatz kam, dessen Abfahrt am Münchner Hauptbahnhof für 21:31 Uhr eingeplant war. Der Veranstaltungsbeginn war gegenüber den vorangegangenen Jahren auf 19 Uhr vorverlegt worden, Einlass war bereits um 18 Uhr. Hitler begann um 20 Uhr mit seiner Rede, also eine halbe Stunde früher als sonst. Wegen dieser von Elser nicht einkalkulierten Umstände konnte das Attentatsziel nun nicht mehr erreicht werden.

### Bombenexplosion und Opfer des Attentats
Am Abend des Mittwoch, 8. November 1939, waren im Münchener Bürgerbräukeller beim „Treffen der alten Kämpfer“ etwa 1500 bis 2000 Zuhörer, nach anderen Angaben sogar 3000 Zuhörer, darunter ein großer Teil der NS-Führungsspitze, zum Gedenken an den Hitlerputsch 1923 versammelt. Teilnehmer waren:
- die Teilnehmer am Hitlerputsch 1923,
- die Hinterbliebenen der beim Hitlerputsch 1923 getöteten 16 Putschisten,
- die Gäste des Führers,
- die Reichs- und Gauleiter,
- die Obergruppen- und Gruppenführer der SA und SS,
- die Obergebiets- und Gebietsführer,
- die Hauptdienstleiter der Reichsleitung sowie
- die Arbeitsgauführer des Reichsarbeitsdienstes.

Die Parteiprominenz saß dicht gedrängt vor dem Rednerpult Hitlers:
| Name                       | Funktion im Jahre 1939                                                                                  | Teilnehmer am Hitlerputsch 1923 |
| -------------------------- | --- | ------------------------------- |
| Max Amman                  | Präsident der Reichspressekammer                                                                        | ×                               |
| Martin Bormann             | Reichsleiter der NSDAP, Stabsleiter von Rudolf Heß                                                      |                                 |
| Wilhelm Brückner           | Chefadjutant von Adolf Hitler                                                                           |                                 |
| Franz Xaver Ritter von Epp | Reichsstatthalter in Bayern                                                                             |                                 |
| Karl Fiehler               | Oberbürgermeister von München                                                                           | ×                               |
| Wilhelm Frick              | Reichsminister des Innern                                                                               | ×                               |
| Joseph Goebbels            | Reichsminister für Volksaufklärung und Propaganda                                                       |                                 |
| Ulrich Graf                | Mitglied des Reichstags, rettete Adolf Hitler beim Putsch das Leben                                     | ×                               |
| Rudolf Heß                 | Stellvertreter des Führers in der NSDAP                                                                 | ×                               |
| Konstantin Hierl           | Reichsarbeitsführer                                                                                     | ×                               |
| Heinrich Himmler           | Reichsführer SS und Chef der Deutschen Polizei                                                          | ×                               |
| Heinrich Hoffmann          | Fotograf, Verleger                                                                                      | ×                               |
| Adolf Hühnlein             | Korpsführer des Nationalsozialistischen Kraftfahrkorps                                                  | ×                               |
| Hermann Kriebel            | Leiter der Personal- und Verwaltungsabteilung im Auswärtigen Amt                                        | ×                               |
| Robert Ley                 | Leiter der Deutschen Arbeitsfront                                                                       |                                 |
| Alfred Rosenberg           | Reichsleiter der NSDAP, Beauftragter für geistige und weltanschauliche Schulung und Erziehung der NSDAP | ×                               |
| Julius Schaub              | Chefadjutant von Adolf Hitler                                                                           | ×                               |
| Rudolf Schmundt            | Militärischer Chefadjutant Hitlers                                                                      |                                 |
| Fritz Todt                 | Generalbevollmächtigter für die Bauwirtschaft                                                           |                                 |
| Adolf Wagner               | NSDAP-Gauleiter von München-Oberbayern                                                                  | ×                               |
| Christian Weber            | SS-Brigadeführer, hielt die Eröffnungsrede der Veranstaltung                                            | ×                               |
| Friedrich Weber            | Leiter der Reichstierärztekammer                                                                        | ×                               |
| Karl Wolff                 | Stabschef von Heinrich Himmler                                                                          |                                 |

Hitler beendete seine Rede planmäßig kurz nach 21:00 Uhr und verließ den Bierkeller um 21:07 Uhr in Richtung Hauptbahnhof, wo sein Sonderzug bereitstand.

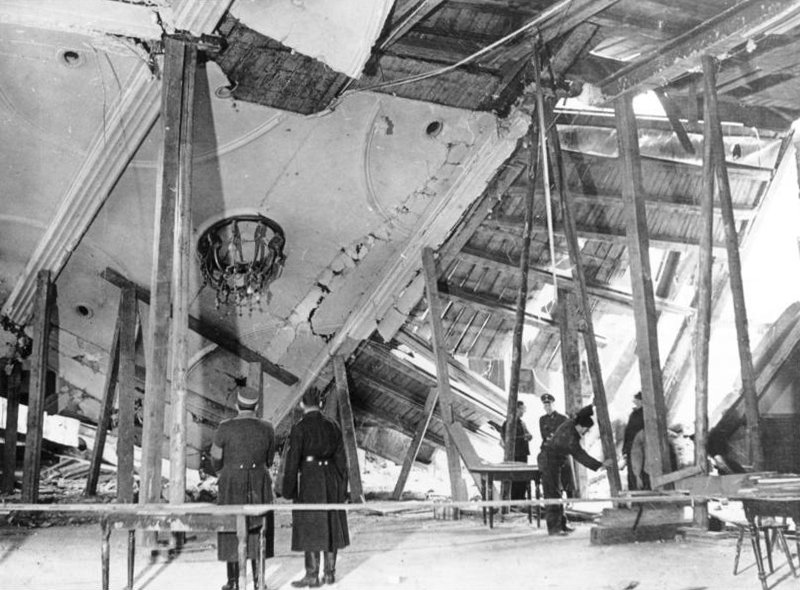
Bürgerbräukeller am Tag nach dem Anschlag

Die Bombe explodierte exakt zu der von Elser vorgesehenen Zeit um 21:20 Uhr. Die Explosion des Sprengsatzes verwüstete den Saal, in dem sich zu diesem Zeitpunkt nur noch hundertzwanzig bis hundertfünfzig Menschen aufhielten. Sie tötete acht und verletzte 57 Personen, davon fünfzehn schwer. Das Explosionsgeräusch war für Radiohörer, die die Berichterstattung über die Veranstaltung verfolgten, deutlich zu hören.
Durch die Druckwelle der Explosion war der Pfeiler zusammengebrochen, in dem die Zeitbombe mit dem Dynamit versteckt war. Im Bereich der Rednertribüne war die gesamte Deckenkonstruktion auf das Pult und die umliegenden Stühle und Tische gestürzt. Drei Menschen wurden sofort erschlagen und Dutzende unter Mauerwerk, Dachträgern und Holzbalken begraben. Fünf starben nach der Einlieferung in die Krankenhäuser.
Die Todesopfer waren laut einem Pressebericht der Münchner Neuesten Nachrichten vom 10. November 1939:
| Name                   | Alter | Hintergrundinformationen |
| ---------------------- | ----- | --- |
| Maria Henle            | 30    | Aushilfskellnerin bei größeren Veranstaltungen im Bürgerbräu, hinterließ Ehemann und zwei kleine Kinder                                            |
| Michael Wilhelm Kaiser | 50    | langjähriger Hitler-Anhänger, SA-Sturmhauptführer, stellv. Führer der NSKK-Motorstandarte 86                                                       |
| Emil Kasberger         | 54    | langjähriges NSDAP-Mitglied, Flötist beim Gaumusikzug des „Traditionsgaus“ München-Oberbayern, hinterließ Ehefrau und heranwachsende Tochter       |
| Franz Lutz             | 53    | langjähriger Hitler-Anhänger, SA-Sturmhauptführer                                                                                                  |
| Leonhardt Reindl       | 57    | seit 1923 NSDAP-Mitglied, Inhaber des grünen Dauerausweises für „Alte Kämpfer“                                                                     |
| Eugen Schachta         | 32    | SA-Mitglied, Haupteinsatzleiter beim Reichsautozug, war im Saal für Auf- und Abbau technischer Apparaturen zuständig, seit elf Monaten verheiratet |
| Michael Schmeidl       | 73    | NSDAP-Mitglied, „Alter Kämpfer“, Oberamtmann a. D., war zunächst schwerverletzt und starb ein paar Tage später                                     |
| Wilhelm Weber          | 37    | SA-Mitglied, Reichsautozug, war im Saal für Auf- und Abbau technischer Apparaturen zuständig, hinterließ Ehefrau und zwei kleine Kinder            |

### Festnahme in Konstanz

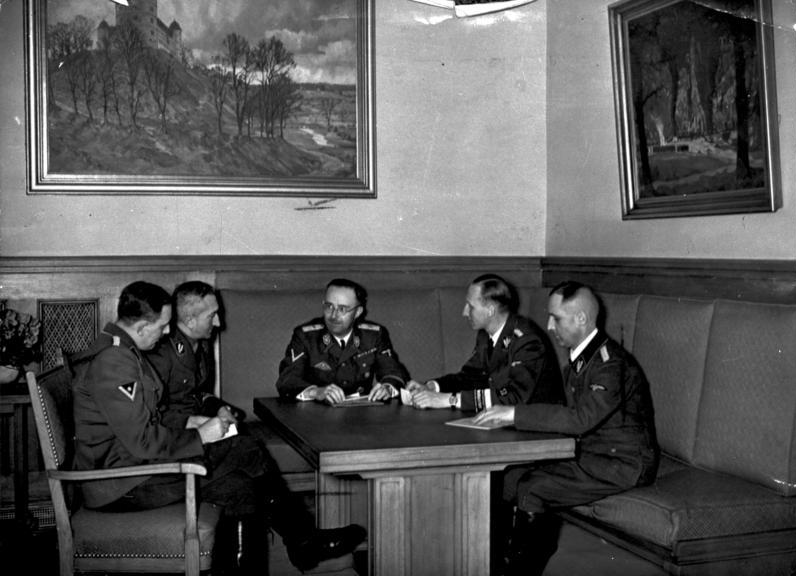
Besprechung von Ermittlungsergebnissen zum Bombenanschlag im Bürgerbräukeller. V. l. n. r.: Franz Josef Huber, Arthur Nebe, Heinrich Himmler, Reinhard Heydrich, Heinrich Müller.

Elser erreichte auf seiner Flucht am 8. November 1939, mit dem Dampfer von Friedrichshafen kommend, den Konstanzer Hafen um 20:40 Uhr. Er nahm die Route Marktstätte, Rosgartenstraße, Bodanplatz, Hüetlinstraße, Kreuzlinger Straße in die Straße Schwedenschanze.
Gegen 20:45 Uhr (35 Minuten vor der Explosion seiner Zeitbombe im Münchner Bürgerbräukeller) wurde Elser bei dem Versuch, in die Schweiz zu fliehen, noch auf deutscher Seite vom Zollassistenten Xaver Rieger und dem Hilfsgrenzangestellten Waldemar Zipperer vom Zollgrenzschutz in Konstanz im Wessenberggarten in der Schwedenschanze festgenommen und zum 200 Meter entfernten Hauptzollamt gebracht. Er hatte sich verdächtig gemacht, weil seine Grenzkarte abgelaufen war und seine Tasche u. a. eine Ansichtskarte des Bürgerbräukellers und Teile eines Zünders enthielt. Unter dem Rockaufschlag trug er ein Abzeichen des kommunistischen Rotfrontkämpferbundes. In einem Umschlag befanden sich mehrere Zettel.
Elser wurde nach der Leibesvisitation im Zollgebäude am Kreuzlinger Tor in die Konstanzer Gestapo-Zentrale in der Mainaustraße 29 gebracht. Nachdem seine Verhaftung nach Karlsruhe und von dort nach Berlin gemeldet worden war, brachte man ihn in die Staatspolizeileitstelle nach München.

### Verhör und Suche nach Hintermännern

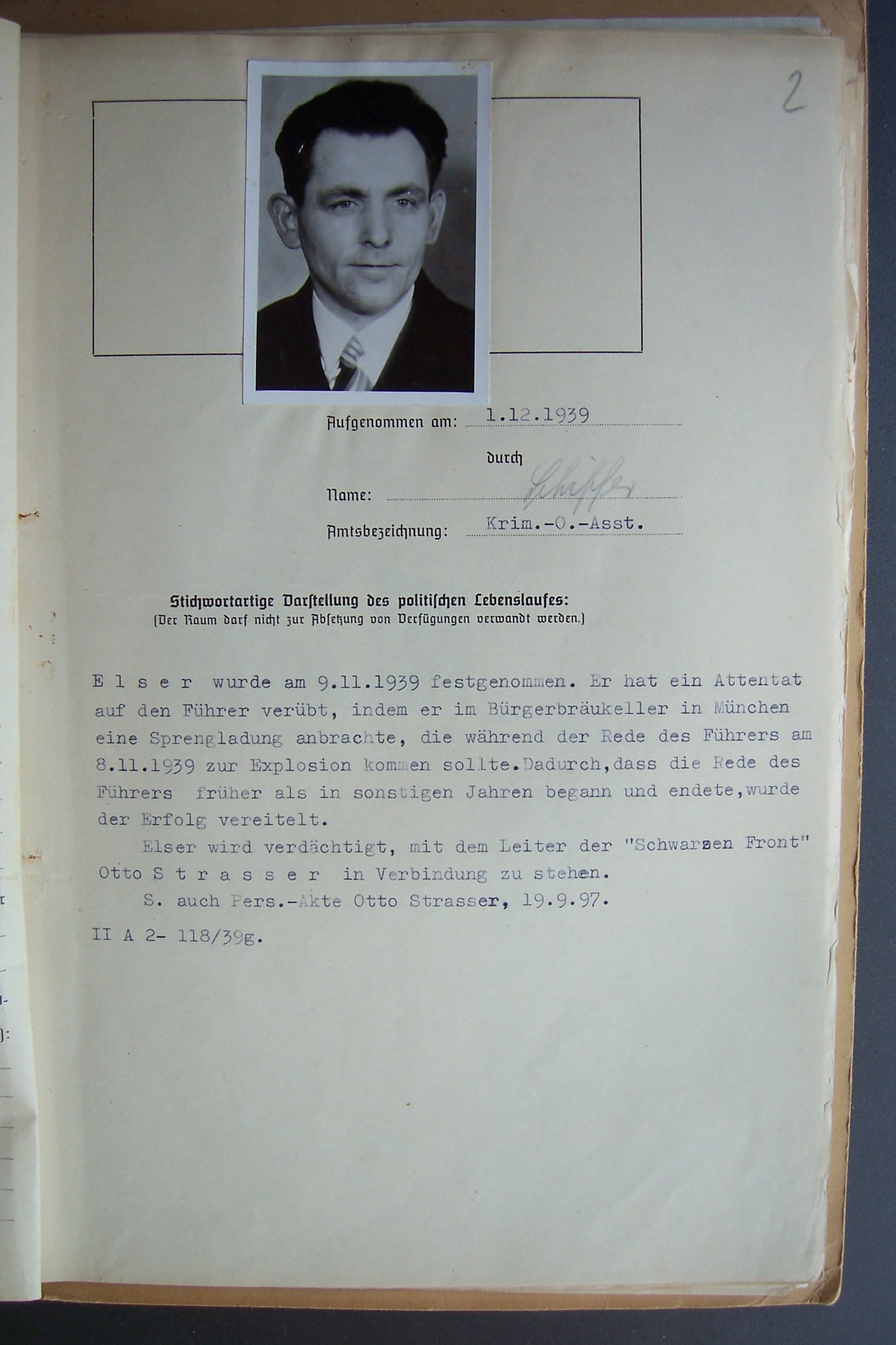
Auszug aus der Elser-Akte der Gestapo Düsseldorf

Für die Ermittlungen wurde am Tag nach dem Anschlag eine Sonderkommission Bürgerbräukeller gegründet. Sie bestand aus einer Tatortkommission unter dem Abteilungsleiter Hans Lobbes aus dem Reichskriminalpolizeiamt und einer Täterkommission unter Franz Josef Huber, dem Leiter der Gestapozentrale in Wien.
Elser wurde in München und Berlin von der Gestapo teils unter Folter verhört. Dabei stellte sich bald seine Täterschaft zum Anschlag in München heraus, zu der sich Elser schließlich bekannte. Er verriet sich unter anderem durch seine geschwollenen Knie, die aus seinen Arbeiten im Bürgerbräukeller für die Vorbereitung des Attentats resultierten, bei denen er nächtelang auf den Knien hatte herumrutschen müssen.
Fünf Tage nach dem Attentat wurde auch Elsers in Stuttgart lebende Schwester Maria Hirth von der Gestapo während der Arbeit festgenommen, ebenso ihr Mann Karl Hirth und ihr zehnjähriger Sohn Franz (* 1929). Vater und Sohn wurden aus der vorher durchsuchten Wohnung ihrer Familie in der Lerchenstraße im Stuttgarter Westen zum Verhör in das Stuttgarter Dienstgebäude der Gestapo („Hotel Silber“) abgeführt, in das man auch Maria Hirth gebracht hatte. Karl Hirth war vorher vormittags an seinem Arbeitsplatz Hotel Württemberger Hof festgenommen worden. Das Kind wurde von der Gestapo im Gebäude an der Pforte „vergessen“ und erst abends in ein nahe gelegenes Kinder- und Waisenheim gebracht. Franz Hirth hörte nach eigenen Worten erstmals kurze Zeit später mit großem Schrecken während einer Sondersendung aus dem Radio von dem Attentat. Er hatte früher einige Jahre im Haus Elser in Königsbronn gelebt, und Georg Elser, sein Onkel, war für ihn neben seinen Eltern die wichtigste Bezugsperson gewesen. Erst viele Jahre später überwand er seine im Zusammenhang mit dem Attentat empfundene Angst und Scham und die damit einhergehende Isolation, als er sich 1989 nach der Uraufführung des Kinofilms Georg Elser – Einer aus Deutschland dessen Regisseur Klaus Maria Brandauer zu erkennen gab. Später im Ruhestand referierte er als Zeitzeuge des Öfteren vor Schulklassen. Anfang 2015 überreichte er im Münchner Prinzregententheater den Hauptpreis des Bayerischen Filmpreises an Fred Breinersdorfer, den Produzenten des Oliver-Hirschbiegel-Films Elser – Er hätte die Welt verändert.
Vom 19. bis 23. November wurde Elser im Geheimen Staatspolizeiamt in der Prinz-Albrecht-Straße in Berlin von den Kriminalkommissaren Herbert Kappler, Schmidt und Seibold verhört. Das Protokoll dieses Verhörs (Berliner Verhörprotokoll) wurde 1964 per Zufall entdeckt und ist die wichtigste Quelle über Georg Elser.
Nachdem das Berliner Verhörprotokoll keinen Aufschluss über Hintermänner erbracht hatte, wurde weiter ermittelt. Der notwendige logistische Aufwand für ein derartiges Attentat schien für einen Einzelnen zu groß. Walter Schellenberg berichtet in seinen Memoiren, dass Hitler von Reinhard Heydrich verlangte:

„Ich möchte wissen, um was für einen Typ es sich bei diesem Elser handelt. Man muß den Mann doch irgendwie klassifizieren können. Berichten Sie mir darüber. Im übrigen wenden Sie alle Mittel an, um diesen Verbrecher zum Reden zu bringen. Lassen Sie ihn hypnotisieren, geben Sie ihm Drogen; machen Sie Gebrauch von allem, was unsere heutige Wissenschaft in dieser Richtung erprobt hat. Ich will wissen, wer die Anstifter sind, ich will wissen, wer dahintersteckt.“

Der Psychiater Oswald Bumke begutachtete Elser und seine Motivation. Elsers Aussagen wurden geheim gehalten. Goebbels wollte seine Tat als gemeinsame Aktion des britischen Geheimdienstes und des damals in der Schweiz lebenden Otto Strasser ausgeben. Diese von der NS-Propaganda bereits in den Pressemeldungen anlässlich der Verhaftung Elsers behaupteten Verbindungen sollte ein späterer Schauprozess „beweisen“. Die Zweifel an Elsers Alleintäterschaft gründeten sich auch darauf, dass man ihm nicht die Kenntnisse und Fähigkeiten zum Bau der zeitgesteuerten Bombe zutraute. Da Elser darauf beharrte, die Bombe in allen Details allein konstruiert und angefertigt zu haben, wurde er aufgefordert, sie unter Aufsicht ein zweites Mal zu bauen. Elser erstellte dafür eine genaue Liste der benötigten Einzelteile und fertigte die Bombe ein weiteres Mal an.
Am 22. November 1939 informierte die deutsche Presse über den inzwischen überführten Täter und stellte eine – in Wirklichkeit nicht existierende – Verbindung zum Venlo-Zwischenfall her, bei dem zwei britische Geheimdienstoffiziere an der niederländischen Grenze nach Deutschland entführt worden waren.

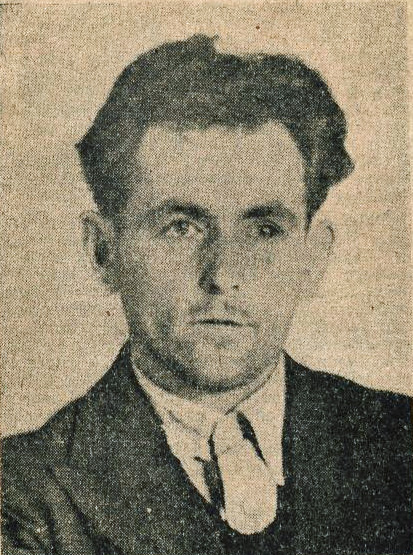
Am 22. November 1939 veröffentlichtes Pressefoto

Von mehreren Aufnahmen, die von Elser zwischen dem 19. und dem 23. November gemacht worden waren, wurde nur eine in verschiedenen Zeitungen veröffentlicht, sodass sie bis heute sein bekanntestes Foto geblieben ist. Die propagandistische Absicht der damaligen Bilderauswahl ergibt sich dadurch, dass Elser, der während der Verhöre geschlagen wurde und als gemeinster Verbrecher gebrandmarkt werden sollte, auf diesem Foto ungepflegt wirkt, auf anderen während der Vernehmung gemachten, aber nur für interne ermittlungstechnische Zwecke verwendeten Aufnahmen jedoch einen sicheren, kompetenten und überlegten Eindruck vermittelt.
In dem Umschlag, den Elser bei seiner Festnahme bei sich trug, war unter anderem eine Notiz Elsers über den Verlust eines von zwanzig Rohlingen für einen Stahlzünder, die im September 1938 von der Rheinmetall-Borsig AG in Düsseldorf an die Firma Waldenmaier in Heidenheim geliefert worden waren. Dies führte im Dezember 1939 zu Untersuchungen der Gestapo in Düsseldorf. Das Ermittlungsergebnis lässt keinen anderen Schluss zu, als dass Elser, der damals bei Waldenmaier für die Prüfung der Materialeingänge verantwortlich war, das Teil entwendet hatte.

### Internationale Reaktionen und Auswirkungen auf den Widerstand
Am 11. November 1939 drückte die sowjetische Regierung dem deutschen Botschafter Friedrich-Werner Graf von der Schulenburg „ihr Bedauern und ihre Entrüstung über den ruchlosen Anschlag von München, ihre Freude über die glückliche Errettung Adolf Hitlers aus der Lebensgefahr und ihr Beileid für die Opfer des Attentats“ aus.
Regimegegner im In- und Ausland waren ähnlich wie beim Reichstagsbrand überzeugt, die Nationalsozialisten selbst hätten das Attentat organisiert, um den Glauben an den von der „Vorsehung“ beschützten Führer zu stärken. Tatsächlich wurde die öffentliche Meinung, die in Teilen aufgrund des fortdauernden Krieges mit den Westmächten unsicher bis kritisch war, durch die propagandistische Ausschlachtung zugunsten Hitlers beeinflusst. 

### Attentatsplan Oster/Kordt
Im November 1939 plante auch ein Verschwörerkreis um den im Amt Ausland/Abwehr beschäftigten Oberst Hans Oster die Beseitigung Hitlers. Erich Kordt, Vortragender Legationsrat im Auswärtigen Amt, erklärte sich zu einem Anschlag bereit. Er hatte jederzeit Zugang zur Reichskanzlei und zeigte sich nun dort oft, um die Wachen an seine Anwesenheit zu gewöhnen. Gedacht war an ein Attentat mit Sprengstoff, den Oster aus einem Labor der Abwehr besorgen wollte. Am 10. November besprachen sich Oster und Kordt noch einmal. Durch die verschärfte Wachsamkeit auf Grund des Elser-Attentats konnte der Sprengstoff jetzt nicht mehr entwendet werden, ohne dass sofort die Gestapo alarmiert worden wäre, sodass Oster resignierte.

### Racheakt
Als „Vergeltungsmaßnahme“ für das Attentat im Bürgerbräukeller ließ der Kommandant des KZ Buchenwald Karl Otto Koch am 9. November, dem Tag nach dem Attentat, 21 jüdische Häftlinge erschießen. Ausgesucht wurden die Opfer von dem Rapportführer Arnold Strippel. Koch wurde vor Kriegsende wegen Mordes, Hehlerei, Betrug, Unterschlagung und Anstiftung zweimal zum Tode verurteilt und durch ein Erschießungskommando der SS am 5. April 1945 im KZ Buchenwald hingerichtet. Strippel wurde nach dem Krieg im Jahre 1949 zu 21-mal lebenslang verurteilt.

## Haftzeit und Ermordung
Elser wurde ab 1941 als „Sonderhäftling des Führers“ ohne Gerichtsverfahren im KZ Sachsenhausen, später im KZ Dachau unter dem Decknamen Eller gefangen gehalten. In Sachsenhausen war er im „Zellenbau“ in Zelle 13 untergebracht, die eigens für ihn aus drei Zellen zusammengelegt worden war. Er wurde vergleichsweise gut behandelt, hatte eine eigene Werkbank und eine Zither. Es wird angenommen, dass er nach dem „Endsieg“ in einem Schauprozess als Zeuge gegen die britische Regierung auftreten und abgeurteilt werden sollte.
Am 5. April 1945 erschien der SS-Obergruppenführer Ernst Kaltenbrunner, Chef der Sicherheitspolizei und des SD, im Führerbunker und berichtete Hitler über die polizeiliche Sicherheitslage. Hitler ordnete dabei die Hinrichtung von Admiral Wilhelm Canaris und des „besonderen Schutzhäftlings“ Georg Elser an. Der Chef der Gestapo, der SS-Gruppenführer Heinrich Müller, ließ den Auftrag am selben Tag dem Kommandanten des KZ Dachau, Obersturmbannführer Eduard Weiter, in einem Schnellbrief übermitteln, der am 9. April dort eintraf:

„Folgende Weisung ist ergangen: Bei einem der nächsten Terrorangriffe auf München bzw. auf die Umgebung von Dachau ist angeblich ‚Eller‘ tötlich [sic!] verunglückt. Ich bitte, zu diesem Zweck ‚Eller‘ in absolut unauffälliger Weise nach Eintritt einer solchen Situation zu liquidieren. Ich bitte besorgt zu sein, dass darüber nur ganz wenige Personen, die ganz besonders zu verpflichten sind, Kenntnis erhalten. Die Vollzugsanzeige hierüber würde dann etwa an mich lauten: ‚Am … anlässlich des Terrorangriffs auf … wurde u. a. der Schutzhäftling ‚Eller‘ tötlich [sic!] verletzt.‘“

Ungeachtet der Anweisung, mit der Tat bis zum nächsten alliierten Fliegerangriff zu warten, wurde Elser noch am selben Tag nach über fünf Jahren Haft heimlich und ohne Gerichtsurteil ermordet. Der SS-Oberscharführer Theodor Bongartz vollstreckte den Tötungsbefehl gegen 23:00 Uhr am Hinrichtungsplatz beim Krematorium mit einem Genickschuss. Elsers Leiche wurde anschließend im Krematorium verbrannt. Dies geschah einen Monat vor der bedingungslosen Kapitulation der Wehrmacht und zwanzig Tage vor der Befreiung des Konzentrationslagers Dachau durch US-Truppen.

## Nachwirkungen

### Verfemung
Die Heimatgemeinde Königsbronn wurde nach dem Attentat durch die Gestapo durchforscht, Elsers Eltern wurden vier Monate lang inhaftiert, der in Stuttgart lebende Neffe Franz Hirth kam ins Waisenhaus. Über Elser wurde in seiner Familie 50 Jahre lang nicht gesprochen. Sein Schicksal blieb für die Familie unbekannt, ein Grab gab es nicht. 1950 wurde er offiziell für tot erklärt. Elsers Mutter war den Vorwürfen ausgesetzt, ihr Sohn sei ein NS-Werkzeug gewesen. Die Familie erhielt Entschädigungen.

### Historische Forschung
Nach dem Krieg verbreiteten der als Vertreter der Bekennenden Kirche im KZ Sachsenhausen inhaftierte Martin Niemöller und später auch der KZ-Aufseher Walter Usslepp das Gerücht, Elser sei SS-Unterscharführer gewesen. Der britische Agent des Secret Intelligence Service (SIS) Sigismund Payne Best behauptete, von Elser selbst erfahren zu haben, dieser habe vor dem Attentat im KZ Dachau eingesessen und sei dort für die Tat angeworben worden. Historiker weigerten sich lange Zeit beharrlich, sich mit Elser als Widerständler zu beschäftigen, weil sich das Gerücht hielt, er sei eine Marionette der Nationalsozialisten gewesen.
1959 stellte der Journalist und Historiker Günter Peis sich mit seiner achtteiligen in der Bild am Sonntag veröffentlichten Reportage Zieh’ dich aus, Georg Elser! gegen die damals herrschende Meinung der Geschichtsforschung. Mit systematischen Befragungen von Zeitzeugen kam er zum Ergebnis, dass Elser ein Einzeltäter war.
1964 entdeckte der Historiker Lothar Gruchmann die vollständigen, aus 203 Seiten bestehenden Protokolle von den Verhören Elsers in Berlin vom 19. bis 23. November 1939. Das Berliner Verhörprotokoll ist die wichtigste historische Quelle zum Leben und zum Attentat von Georg Elser. Die darin enthaltenen Aussagen zeigen Elser als Einzeltäter und decken sich mit Nachkriegsaussagen zahlreicher Zeitzeugen. Auf dieser Grundlage konnte Anton Hoch, der am Institut für Zeitgeschichte mit Gruchmann zusammenarbeitete, im Jahre 1969 die Alleintäterschaft Elsers endgültig nachweisen. Sämtliche Gerüchte über seine angeblichen Drahtzieher wurden damit widerlegt. Der kommentierte Text des Protokolls wurde von Gruchmann im Jahre 1970 unter dem Titel „Autobiographie eines Attentäters. Johann Georg Elser. Der Anschlag auf Hitler im Bürgerbräu 1939“ veröffentlicht. Aus Gründen des Persönlichkeitsschutzes wurden damals alle erwähnten Namen – außer denjenigen zeitgeschichtlicher Persönlichkeiten – nur mit den Anfangsbuchstaben wiedergegeben.
1998 publizierte der Historiker Florian Henning Setzen Teile des 12-seitigen Schweizer Ermittlungsberichts, den er im Schweizerischen Bundesarchiv in Bern zusammen mit anderen Akten aus dem „Dossier Strasser“ (Fotos, Ermittlungsergebnisse der schweizerischen Polizei und des schweizerischen Nachrichtendienstes) ausgewertet hatte. Dieser im Jahre 2000 vollständig veröffentlichte Bericht beinhaltet die Antworten der Schweizer Bundesanwaltschaft auf einen Fragenkatalog der Gestapo. Er ist knapp gehalten, aber dennoch eine bedeutende Quelle für die Zeit zwischen 1925 und 1932, in der Elser am Bodensee lebte. Er enthält keinerlei Hinweise auf Hintermänner Elsers in der Schweiz.

### Prozess wegen Elsers Ermordung
Im Jahre 1950 leitete die Generalstaatsanwaltschaft München ein Ermittlungsverfahren zum Bürgerbräu-Attentat ein, bei dem die Kriminalhauptstelle Stuttgart der Landespolizei Württemberg in Amtshilfe insbesondere bei der Vernehmung von Zeugen aus der näheren Umgebung von Elser tätig wurde. Untersuchungsrichter Nikolaus Naaff sah es am 8. November 1954 als erwiesen an, dass der am 15. Mai 1945 in Kriegsgefangenschaft gestorbene SS-Oberscharführer Theodor Bongartz die Tat begangen hatte.

### Wandel in der Erinnerungskultur
Im Gegensatz zu den Verschwörern des 20. Juli 1944 wurde Georg Elser in der offiziellen Gedenkkultur der Bundesrepublik bis in die 1990er Jahre kaum gewürdigt. Rolf Hochhuth beklagte dies in einem Gedicht über Elser:

„Nach drei Jahrzehnten nennt sein Heimatdorf

nach Johann Georg Elser eine Straße

– doch keine deutsche Stadt, nicht eine.“

1971 wurde im Heidenheimer Ortsteil Schnaitheim ein Park nach Elser benannt. Im Jahr darauf wurde dort von der Vereinigung der Verfolgten des Naziregimes das erste Denkmal für ihn eingeweiht. In Königsbronn selbst wurden Elser und seine Tat lange totgeschwiegen, da die Erinnerung an die Gestapo-Verhöre und Schikanen nach dem Attentat noch lebendig war. In der NS-Zeit war der Ort als „Attentatshausen“ verunglimpft worden. Noch 2003 kam es gegen die Benennung der Königsbronner Schule nach Georg Elser zu Einwänden.
1983 erwähnte Bundeskanzler Helmut Kohl Elser in seiner Rede zum 20. Juli, ebenso im Folgejahr wie auch 1994.
Die erste Elser-Biografie schrieb Helmut Ortner im Jahre 1989. Aus Gründen des Persönlichkeitsschutzes sind darin alle Namen, außer denen zeitgeschichtlicher Personen und der unmittelbaren Familienangehörigen Elsers, mit Pseudonymen versehen. Diese Biografie wurde ins Spanische, Italienische, Englische, Polnische, Niederländische, Portugiesische, Türkische und im Jahre 2022 ins Japanische übersetzt.
Hellmut G. Haasis veröffentlichte 1999 eine weitere Biografie über Elser und nannte die tatsächlichen Namen der Beteiligten. Übersetzungen seiner Biografie erschienen in den USA und in den Niederlanden.
Der Chemnitzer Politologe Lothar Fritze, Mitarbeiter des Hannah-Arendt-Instituts für Totalitarismusforschung (HAIT), erregte 1999 mit seinen Thesen zu Elser Aufsehen. Er stellte zur Diskussion, inwieweit Elsers Verhalten als vorbildhaft zu bewerten sei. Fritze argumentierte, dass auch bei einem moralisch gerechtfertigten Attentat der Attentäter die Pflicht habe, den Tod Unschuldiger zu vermeiden, sofern es ihm möglich ist. Bei Elser jedoch läge die Vermutung nahe, dass er weniger opferträchtige Attentatsmethoden nicht einmal erwogen habe. Auch habe er nicht Sorge für den Schutz unbeteiligter Dritter getragen, als das Scheitern des Anschlags bereits gewiss war, da er sich vom Ort des Geschehens entfernt hatte und so den vorhersehbaren, unnützen Tod Unschuldiger nicht hätte verhindern können. Im Falle Elsers seien zudem Absicht und Kenntnisstand des Attentäters nur lückenhaft rekonstruierbar, so dass sich diesbezügliche Bedenken nicht ausräumen ließen. Aus diesen Gründen, so Fritze, sei Elsers Verhalten nicht vorbehaltlos als vorbildhaft zu betrachten. Diese Thesen lösten eine heftige Auseinandersetzung im HAIT und der Öffentlichkeit aus.
Fritze wurde von Peter Steinbach und Johannes Tuchel entgegengehalten, dass Elser die in der Nähe des Rednerpults sitzende NS-Prominenz mittreffen wollte und von einer Beeinträchtigung Unbeteiligter nicht habe ausgehen können, da während der Rede Hitlers grundsätzlich nicht serviert wurde. Fritzes Vorwurf des leichtfertigen Entfernens würde sich ebenso auf Stauffenberg und dessen Attentat von 1944 beziehen lassen. Eine Reihe von Philosophen und Politikwissenschaftlern unterstützte Fritze. Der israelische Historiker Saul Friedländer hingegen verließ aus Protest den wissenschaftlichen Beirat des HAIT.
Der Heilbronner Schriftsteller Erhard Jöst erörterte die moralische Berechtigung des Elser-Attentats in einer Gedenkrede, die am 13. April 2008 in Heidenheim-Schnaitheim gehalten wurde.
Für den Historiker Johannes Tuchel, Leiter der Gedenkstätte Deutscher Widerstand Berlin, ist Georg Elser ein Beispiel dafür, dass die Unterwerfung unter die Nazi-Diktatur auch für so genannte „einfache Menschen“ nicht alternativlos war.
Anerkennung als Erfinder wurde Elser 1995 zuteil: Mit seiner Bombenkonstruktion fand er Aufnahme in die Ausstellung Schwäbische Tüftler, die vom 13. Oktober 1995 bis zum 18. Januar 1996 im Württembergischen Landesmuseum gezeigt wurde. Im Begleitkatalog wird er als „begabter und mutiger Tüftler“ dargestellt.
Obgleich Elser sich selbst wohl als Kommunist verstand, wurde er in der DDR-Geschichtsschreibung nicht erwähnt oder gewürdigt, fand sein Attentat doch in der Zeit des deutsch-sowjetischen Nichtangriffspaktes statt. Auch heute gibt es nur wenige Beispiele für eine Bezugnahme auf Elser durch kommunistische Gruppen oder Parteien, die sich außerhalb des Rahmens der offiziellen Gedenkkultur bewegen.

### Verfilmung und Dramatisierung
Georg Elsers Tat wurde 1969 auf der Basis des Berliner Verhörprotokolls in dem Dokudrama Der Attentäter von Rainer Erler und Hans Gottschalk verfilmt; beide wurden dafür mit dem Adolf-Grimme-Preis ausgezeichnet, und der Film erhielt den DAG-Fernsehpreis in Gold.
1989 kam der Spielfilm Georg Elser – Einer aus Deutschland in die Kinos. Regie führte Klaus Maria Brandauer, der auch die Titelrolle übernahm. Das Drehbuch basierte auf dem Roman The Artisan des Amerikaners Stephen Sheppard (dt.: Georg Elser. Einer aus Deutschland. Roman. Das Buch zum Film. München 1989, ISBN 3-442-09663-4) und weicht in vieler Hinsicht von den tatsächlichen Ereignissen ab.
Der Schriftsteller Peter-Paul Zahl bearbeitete das Leben Elsers in einem Bühnenwerk mit dem Titel Johann Georg Elser. Ein deutsches Drama. Es wurde in der Spielzeit 1981/1982 im Schauspielhaus Bochum von Claus Peymann und Hermann Beil inszeniert. Von Georg Glasl, Arash Safaian und Cornel Franz wurde das Hörspiel Der Zitherspieler mit Originaltexten zu Georg Elser und Musik von Georg Glasl realisiert, dessen Ursendung am 10. Juni 2012 im Radioprogramm Bayern 2 lief.
2014 drehte der Regisseur Oliver Hirschbiegel nach sechsjähriger Projektentwicklung einen zweiten Kinofilm über Elser mit dem Titel Elser – Er hätte die Welt verändert (internationale Version mit englischen Untertiteln: 13 Minutes). Das Drehbuch stammt von Fred Breinersdorfer und dessen Tochter Léonie-Claire Breinersdorfer. Schon vor seiner Welturaufführung bei der Berlinale 2015 (außer Konkurrenz) wurde er mit dem Bayerischen Filmpreis als „Bester Film“ ausgezeichnet.

## Gedenken

### Georg-Elser-Preis
Seit 2001 wird alle zwei Jahre der Georg-Elser-Preis für Zivilcourage verliehen.

### Georg Elser Auszeichnung
Seit 2025 vergibt die Crescere Stiftung Bodensee mit Sitz in Konstanz jährlich die mit jeweils 15.000 Euro dotierte „Georg Elser Auszeichnung“. Die erste ging am 14. März 2025 an die ZDF-Journalistin Dunja Hayali, ihr Preisgeld bekam der Verein Gesicht Zeigen!.

### Sonderbriefmarke
In Voraussicht auf Georg Elsers 100. Geburtstag 2003 begannen Unterstützerinitiativen 2001 mit einer schließlich erfolgreichen Kampagne für eine Sondermarke zu Ehren Georg Elsers, die am 16. Januar 2003 vom Bundesministerium der Finanzen ausgegeben wurde.

### Gedenkstätten und Schulen
In Königsbronn, wo Elser aufwuchs und später auch in den 1930er Jahren lebte, wurde 1998 die Georg Elser Gedenkstätte Königsbronn eingerichtet. 2003 wurde die Königsbronner Grund-, Haupt- und Realschule in „Georg-Elser-Schule“ umbenannt.
In der Gedenkstätte Deutscher Widerstand wurde der Raum Nr. 7 im Ostflügel des Bendlerblocks zur Erinnerung an Georg Elser eingerichtet. Außerdem wurde von der Gedenkstätte eine eigene Website über das Leben Georg Elsers eingerichtet.

### Oper
Im Jahr 2020 wurde die Kurzoper Nau bens hald i in Heidenheim uraufgeführt und an vielen Schulen und öffentlichen Plätzen gezeigt.

### Denkmale und Gedenktafeln
| Nr. | Jahr | Ort                    | Lage                            | Beschreibung | Bild |
| --- | ---- | ---------------------- | ------------------------------- | --- | ---- |
| 01  | 1972 | Heidenheim-Schnaitheim | 48.708583333333 10.161136111111 | Gedenkstein in der Georg-Elser-Anlage, wo Elser ganz in der Nähe in der Benzstraße 16 wohnte, bevor er im Sommer 1939 nach München umzog. Der Gedenkstein wurde 2016 fast zeitgleich mit der Statue in Königsbronn schwer beschädigt. |      |
| 02  | 1989 | München                | 48.130694444444 11.592305555556 | Bodenplatte an der Stelle, wo der Pfeiler im Bürgerbräukeller stand, in den Elser im Herbst 1939 seine Bombe einbaute – heute zwischen dem Gasteig und dem GEMA-Verwaltungsgebäude – in den Pflasterboden eingelassen. Wenige Meter davon entfernt informiert eine hintergrundbeleuchtete Infotafel im Gasteig über den Attentäter.                                                                  |      |
| 03  | 1998 | Königsbronn            | 48.73775 10.113972222222        | Wandplatte an der Georg Elser Gedenkstätte Königsbronn in dem Ort, wo Elser aufwuchs und später auch in den 1930er Jahren lebte. |      |
| 04  | 2003 | Königsbronn-Itzelberg  | 48.733638888889 10.135388888889 | Symbolisches Grab auf dem Friedhof in Itzelberg, das anlässlich seines 100. Geburtsjahrs errichtet wurde; tatsächlich wurde die Asche seiner Leiche aber im April 1945 irgendwo in der Nähe des Krematoriums vom KZ Dachau verscharrt. |      |
| 05  | 2004 | Freiburg im Breisgau   | 47.975805555556 7.8215833333333 | Gedenksäule von Clemens Hunger im Stadtteil Vauban. Da das ursprüngliche Pappelholz verrottet war, wurde sie 2013 abgebaut und 2015 durch eine neue Stele aus Robinienholz ersetzt. |      |
| 06  | 2008 | Berlin                 | 52.522972222222 13.346388888889 | Büste von Kay Winkler in der „Straße der Erinnerung“ am Spreebogen. Sie wurde von der Ernst Freiberger-Stiftung gestiftet. |      |
| 07  | 2009 | Hermaringen            | 48.595694444444 10.264166666667 | Gedenktafel im Rahmen des Projektes der „Stolpersteine“ von Gunter Demnig im Boden verlegt an der Karlstraße 29, wo früher das Haus stand, in dem Elser 1903 geboren wurde. |      |
| 08  | 2009 | München                | 48.150916666667 11.576666666667 | Neonglas-Aluminium-Installation von Silke Wagner am Georg-Elser-Platz an der Fassade der „Türkenschule“ in der Nähe von Elsers letztem Wohnort in der Türkenstraße 94. |      |
| 09  | 2009 | Konstanz               | 47.65575 9.1710555555556        | Büste von Markus Daum auf deutschem Gebiet an der Schweizer Grenze beim Emmishofer Zoll in dem Garten an der Straße Schwedenschanze 10 (heutiges Sozialzentrum von Wessenberg), in dem der Widerstandskämpfer auf der Flucht festgenommen worden war. Sie wurde anlässlich des 70. Jahrestages von Elsers Festnahme enthüllt.                                                                        |      |
| 10  | 2010 | Königsbronn            | 48.739166666667 10.1165         | Statue von Friedrich Frankowitsch im Andenken an Elsers 65. Todestag. Die aus Stahlresten abstrakt gestaltete 2,20 Meter hohe Skulptur zeigt Elser, reisefertig in Richtung München mit Dynamitstangen im Koffer auf den Zug der Brenzbahn wartend. Das Denkmal in Königsbronn wurde 2012, 2015 und 2016 Opfer von Vandalismus.                                                                      |      |
| 11  | 2011 | Berlin                 | 52.512305555556 13.382861111111 | Stahlsilhouette von Ulrich Klages in der Wilhelmstraße in der Nähe des ehemaligen Führerbunkers, in dem sich Adolf Hitler 1945 erschossen hat. Die Silhouette wird bei Dunkelheit beleuchtet. |      |
| 12  | 2012 | Bundesautobahn 7       | 48.845694444444 10.197194444444 | Touristisches Hinweisschild an der Autobahn A7 zwischen Aalen-Westhausen und Aalen-Oberkochen. |      |
| 13  | 2014 | Oranienburg            | 52.765277777778 13.263666666667 | Gedenkstein im KZ Sachsenhausen, wo Elser von 1941 bis 1945 ganz in der Nähe im Zellenbau in der aus drei Zellen zusammengelegten Zelle 13 als Sonderhäftling untergebracht war. Das von der Georg-Elser-Initiative Berlin gestiftete Denkmal basiert auf einem Brocken aus Weißem Jura, der aus dem Steinbruch bei Königsbronn stammt, in dem Elser den Sprengstoff für das Attentat gestohlen hat. |      |
| 14  | 2017 | München                | 48.138972222222 11.554444444444 | Graffito von Loomit und WON ABC auf der Fassade der Stadtsparkassen-Filiale in der Bayerstraße. |      |
| 15  | 2019 | München                | 48.152111111111 11.577266666667 | Gedenktafel im Rahmen des Projekts „Erinnerungszeichen für Opfer des NS-Regimes in München“ am Gebäude Türkenstraße 94, wo Elser wohnte, als er im Herbst 1939 das Attentat vorbereitete. |      |
| 16  | 2019 | Hermaringen            | 48.595444444444 10.260388888889 | Denkmal „Ein Teil des Ganzen und doch anders“ von Nina Seliger am Rathaus des Geburtsorts von Elser. Der Betonblock symbolisiert die Gesellschaft im NS-Regime, für Elser steht ein Holzblock, der in einen quadratischen Ausschnitt passt und mit seinem Werkstoff dessen Beruf als Schreiner aufgreift. Das Denkmal wurde von Bundespräsident Frank-Walter Steinmeier eingeweiht.                  |      |

### Straßen und Plätze

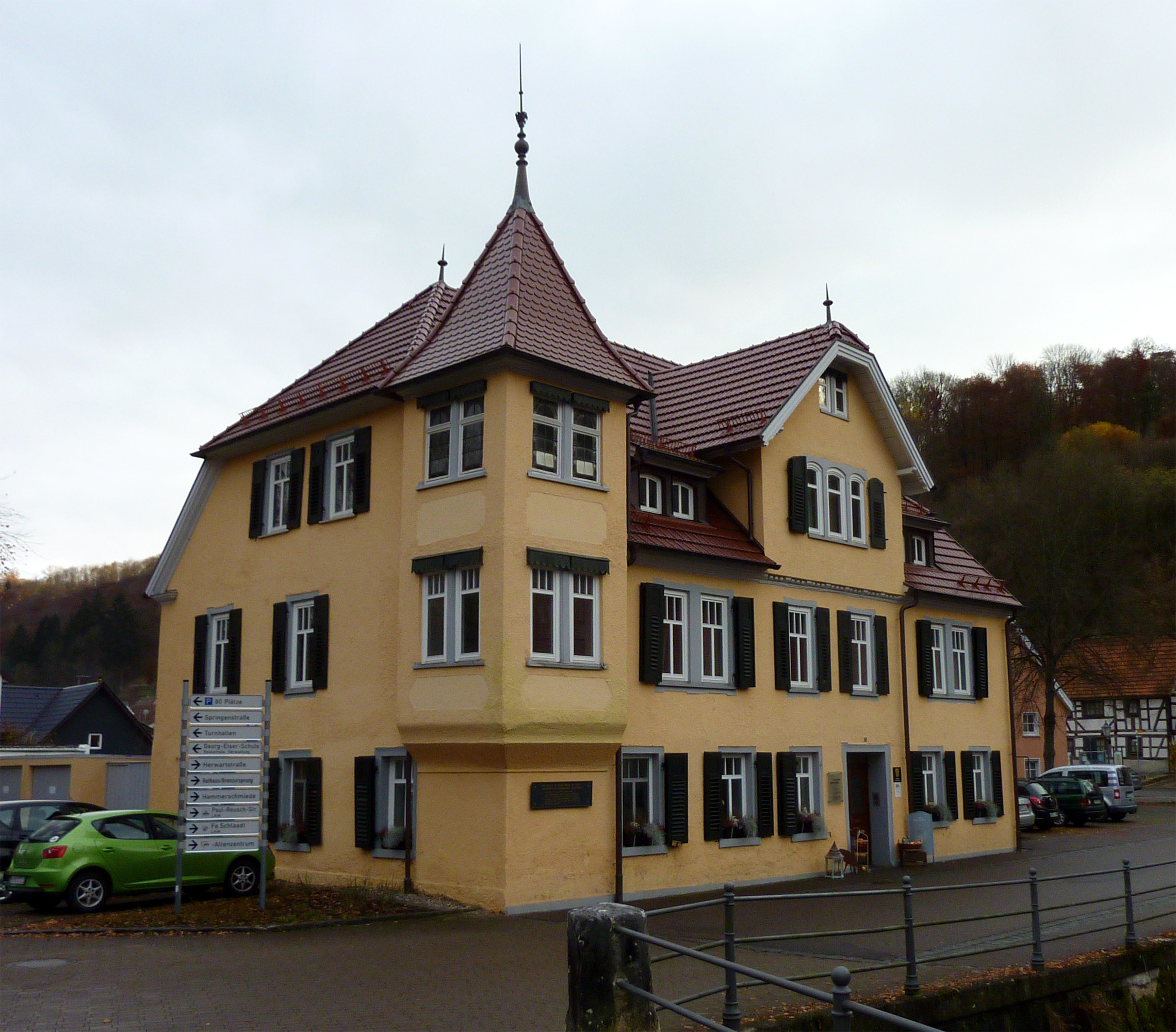
Königsbronn: Georg Elser Gedenkstätte (1998)

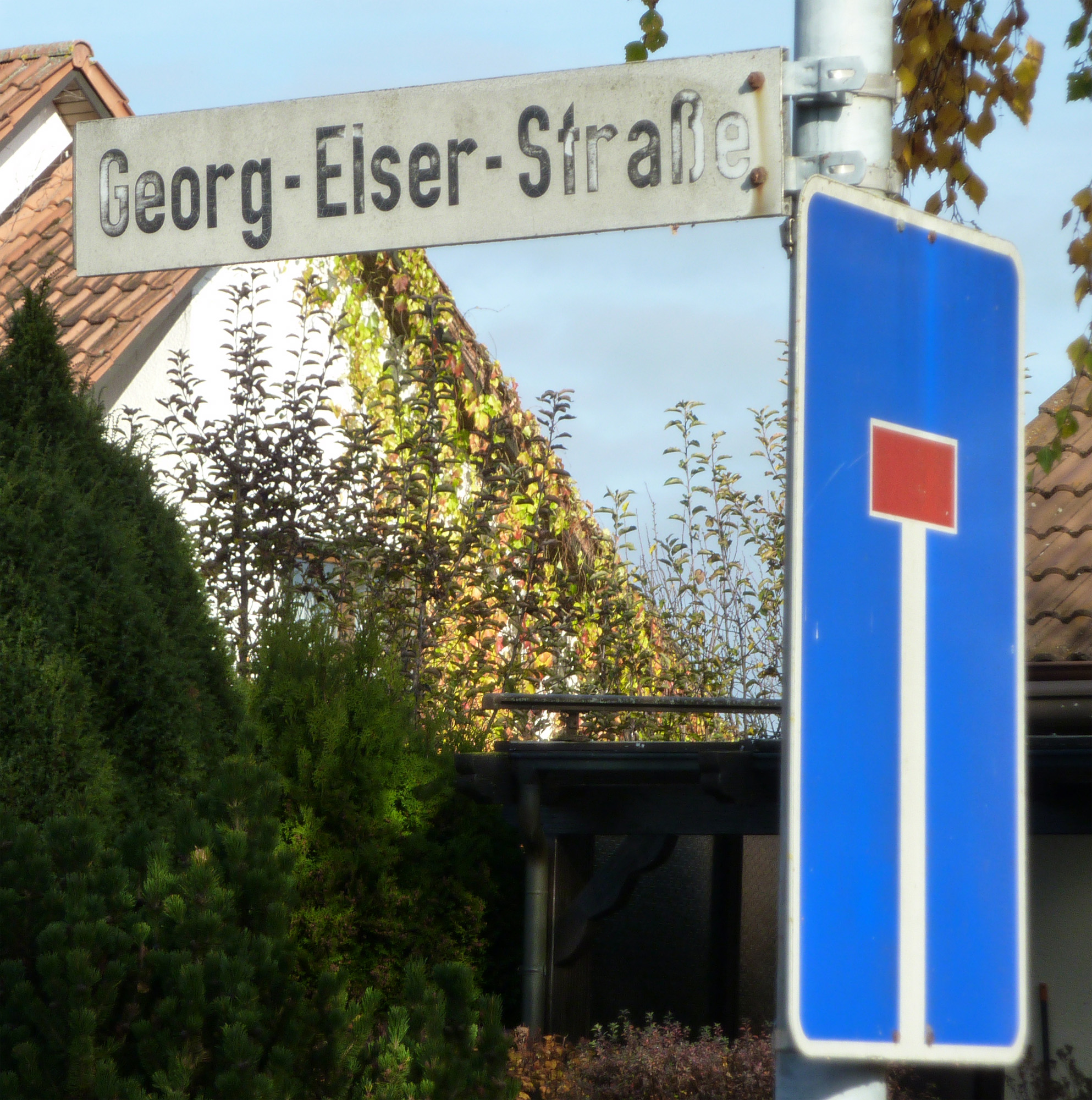
Hermaringen: Georg-Elser-Straße (1984)

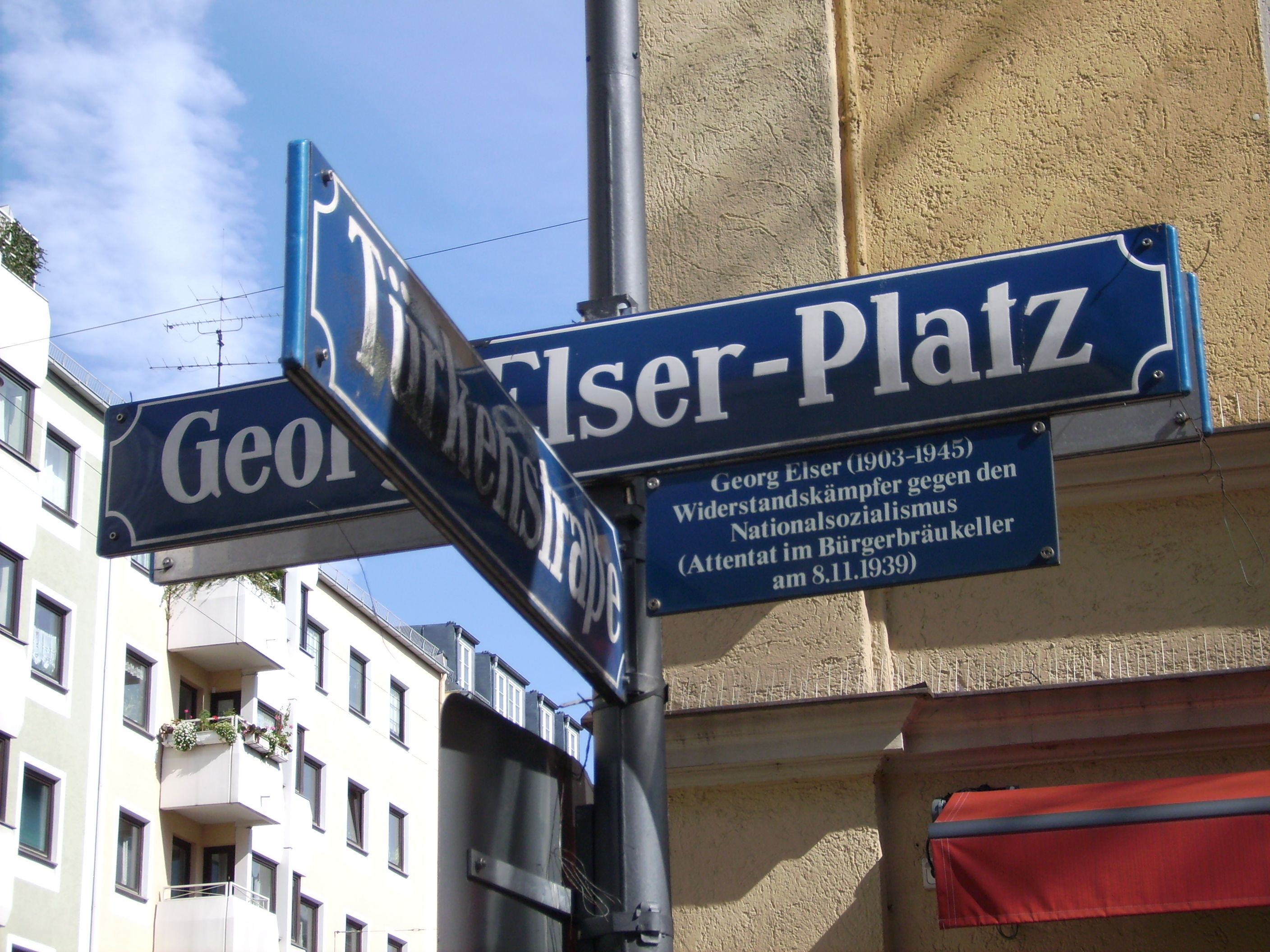
München: Georg-Elser-Platz (1997)

Hamburg: Georg-Elser-Platz (2021)

1984 wurde in Hermaringen, dem Geburtsort Elsers, zum ersten Mal eine Straße nach Elser benannt. Inzwischen tragen zahlreiche Straßen und Plätze in Deutschland seinen Namen:
| Nr. | Ort                                | Postleitzahl | Lage                | Name                      |
| --- | ---------------------------------- | ------------ | ------------------- | ------------------------- |
| 01  | Aalen                              | 73431        | 48.843855 10.097564 | Georg-Elser-Platz         |
| 02  | Altes Lager (Niedergörsdorf)       | 14913        | 52.010661 13.007603 | Georg-Elser-Weg (privat)  |
| 03  | Alzey                              | 55232        | 49.737909 8.102939  | Georg-Elser-Straße        |
| 04  | Bad Abbach                         | 93077        | 48.938872 12.054412 | Georg-Elser-Straße        |
| 05  | Bad Grönenbach                     | 87730        | 47.877523 10.229015 | Georg-Elser-Weg           |
| 06  | Balingen                           | 72336        | 48.238214 8.884471  | Georg-Elser-Ring          |
| 07  | Berg bei Neumarkt in der Oberpfalz | 92348        | 49.336058 11.437881 | Georg-Elser-Straße        |
| 08  | Besigheim                          | 74354        | 48.996365 9.158147  | Elser-Ring                |
| 09  | Bibertal                           | 89346        | 48.429193 10.012689 | Georg-Elser-Weg           |
| 10  | Bietigheim                         | 76467        | 48.913468 8.25717   | Georg-Elser-Straße        |
| 11  | Böbingen an der Rems               | 73560        | 48.827217 9.917998  | Georg-Elser-Straße        |
| 12  | Bonn                               | 53117        | 50.754715 7.05221   | Georg-Elser-Weg           |
| 13  | Bremen                             | 28327        | 53.081708 8.892719  | Georg-Elser-Weg           |
| 14  | Burgdorf (Region Hannover)         | 31303        | 52.44787 9.990126   | Elserstraße               |
| 15  | Crailsheim                         | 74564        | 49.140065 10.044373 | Georg-Elser-Weg           |
| 16  | Dachau                             | 85221        | 48.248387 11.44949  | Georg-Elser-Weg           |
| 17  | Deggendorf                         | 94469        | 48.815059 12.981211 | Elserstraße               |
| 18  | Deggingen                          | 73326        | 48.599336 9.722144  | Georg-Elser-Straße        |
| 19  | Delmenhorst                        | 27751        | 53.039794 8.672158  | Georg-Elser-Weg           |
| 20  | Dinklage                           | 49413        | 52.673678 8.102856  | Georg-Elser-Weg           |
| 21  | Ditzingen                          | 71254        | 48.828665 9.055712  | Georg-Elser-Straße        |
| 22  | Dormagen                           | 41540        | 51.083156 6.772283  | Johann-Elser-Weg          |
| 23  | Ehingen (Donau)                    | 89584        | 48.28491 9.74126    | Georg-Elser-Straße        |
| 24  | Ellwangen (Jagst)                  | 73479        | 48.950353 10.128826 | Georg-Elser-Straße        |
| 25  | Emmerich am Rhein                  | 46446        | 51.84787 6.23723    | Georg-Elser-Straße        |
| 26  | Erlangen                           | 91058        | 49.579398 10.995195 | Georg-Elser-Weg           |
| 27  | Frankfurt am Main                  | 60438        | 50.179952 8.62387   | Johann-Georg-Elser-Straße |
| 28  | Freiburg im Breisgau               | 79100        | 47.976598 7.819939  | Georg-Elser-Straße        |
| 29  | Fürth                              | 90768        | 49.470478 10.963225 | Georg-Elser-Steg          |
| 30  | Geislingen an der Steige           | 73312        | 48.626537 9.82187   | Georg-Elser-Platz         |
| 31  | Georgsmarienhütte                  | 49124        | 52.206132 8.068781  | Georg-Elser-Straße        |
| 32  | Gießen                             | 35394        | 50.58947 8.709091   | Georg-Elser-Straße        |
| 33  | Günzburg                           | 89312        | 48.445834 10.28581  | Georg-Elser-Straße        |
| 34  | Hamburg                            | 20354        | 53.552407 9.987171  | Georg-Elser-Platz         |
| 35  | Haßfurt                            | 97437        | 50.034285 10.487944 | Georg-Elser-Straße        |
| 36  | Heidenheim-Schnaitheim             | 89520        | 48.708757 10.160976 | Georg-Elser-Anlage        |
| 37  | Heidenheim                         | 89520        | 48.696717 10.160778 | Georg-Elser-Weg           |
| 38  | Hermaringen                        | 89568        | 48.592675 10.254301 | Georg-Elser-Straße        |
| 39  | Hochheim am Main                   | 65239        | 50.021422 8.350117  | Georg-Elser-Straße        |
| 40  | Holzgerlingen                      | 71088        | 48.64776 9.01079    | Georg-Elser-Weg           |
| 41  | Hürth                              | 50354        | 50.894917 6.887172  | Georg-Elser-Straße        |
| 42  | Ismaning                           | 85737        | 48.22581 11.674089  | Georg-Elser-Weg           |
| 43  | Kassel                             | 34123        | 51.310027 9.555687  | Georg-Elser-Straße        |
| 44  | Köln                               | 51147        | 50.85646 7.095889   | Georg-Elser-Straße        |
| 45  | Konstanz                           | 78467        | 47.669445 9.178395  | Georg-Elser-Platz         |
| 46  | Lampertheim                        | 68623        | 49.66169 8.40893    | Johann-Georg-Elser-Weg    |
| 47  | Lippstadt                          | 59557        | 51.659459 8.346729  | Elserstraße               |
| 48  | Leipzig                            | 04177        | 51.336431 12.339747 | Georg-Elser-Brücke        |
| 49  | Marburg                            | 35037        | 50.791096 8.734196  | Georg-Elser-Straße        |
| 50  | Meckenheim (Rheinland)             | 53340        | 50.620828 7.042891  | Elserweg                  |
| 51  | Meldorf                            | 25704        | 54.098854 9.071684  | Georg-Elser-Straße        |
| 52  | München                            | 80799        | 48.150975 11.5767   | Georg-Elser-Platz         |
| 53  | Murrhardt                          | 71540        | 48.979997 9.561513  | Georg-Elser-Weg           |
| 54  | Nottuln                            | 48301        |                     | Georg-Elser-Straße        |
| 55  | Nürnberg                           | 90441        | 49.428959 11.038241 | Georg-Elser-Straße        |
| 56  | Oberkochen                         | 73447        | 48.788295 10.100878 | Georg-Elser-Straße        |
| 57  | Oldenburg (Oldb)                   | 26123        | 53.157539 8.234069  | Georg-Elser-Straße        |
| 58  | Rastatt                            | 76437        | 48.847369 8.208059  | Georg-Elser-Straße        |
| 59  | Raunheim                           | 65479        | 50.005283 8.457447  | Georg-Elser-Kreisel       |
| 60  | Reutlingen                         | 72762        | 48.492913 9.197767  | Georg-Elser-Straße        |
| 61  | Rheine                             | 48429        | 52.256211 7.483929  | Georg-Elser-Ring          |
| 62  | Schwäbisch Hall                    | 74523        | 49.11377 9.775767   | Johann-Georg-Elser-Weg    |
| 63  | Soltau                             | 29614        | 52.98949 9.8475     | Johann-Georg-Elser-Allee  |
| 64  | Stuttgart                          | 70184        | 48.773582 9.193627  | Georg-Elser-Staffel       |
| 65  | Süßen                              | 73079        | 48.673987 9.736428  | Georg-Elser-Weg           |
| 66  | Tarp                               | 24963        | 54.670277 9.38295   | Georg-Elser-Straße        |
| 67  | Traunreut                          | 83301        | 47.968647 12.609132 | Georg-Elser-Weg           |
| 68  | Tuttlingen                         | 78532        | 47.998245 8.81887   | Georg-Elser-Straße        |
| 69  | Ulm                                | 89075        | 48.429187 10.012771 | Georg-Elser-Weg           |
| 70  | Unna                               | 59427        | 51.539671 7.77753   | Elserstraße               |
| 71  | Unterschleißheim                   | 85716        | 48.275195 11.566403 | Georg-Elser-Straße        |
| 72  | Vaihingen an der Enz               | 71665        | 48.945633 8.967074  | Georg-Elser-Straße        |
| 73  | Weingarten (Württemberg)           | 88250        | 47.8157813 9.636598 | Georg-Elser-Straße        |
| 74  | Weinheim                           | 69469        | 49.549002 8.659844  | Elserstraße               |
| 75  | Weissach im Tal                    | 71554        | 48.926633 9.482013  | Georg-Elser-Weg           |
| 76  | Westhausen (Württemberg)           | 73463        | 48.8818 10.19123    | Georg-Elser-Straße        |

### Georg-Elser-Hallen
- In München gab es von 2000 bis 2008 die Georg-Elser-Hallen, die dort zu den beliebtesten Veranstaltungsorten gehörten.
- In Hamburg wurde 2024 auf dem umgebauten Flakturm IV in St. Pauli die Georg Elser Halle eröffnet. Es handelt sich um eine Mehrzweckhalle für Sport- und Kulturveranstaltungen, in der bei Konzerten bis zu 2200 Personen Platz finden.[142] Die Premieren-Veranstaltung fand am Jahrestag des Stauffenberg-Attentats am 20. Juli statt.

### Monografien
- Ulrike Albrecht: Das Attentat. Materialien zur Haidhauser Geschichte Band 3. München 1987. ISBN 3-9800420-5-7.
- Georg Elser – Sprengstoffanschlag im Bürgerbräukeller in München am 8. November 1939. Vernehmung des Täters. Liliom Verlag, Waging am See 2009, ISBN 978-3-934785-44-1 (Faksimile der Gestapo-Verhörprotokolle[143]).
- Lothar Gruchmann (Hrsg.): Johann Georg Elser – Autobiografie eines Attentäters. Der Anschlag auf Hitler im Bürgerbräu 1939. Deutsche Verlags-Anstalt, Stuttgart 1970, ISBN 3-421-06519-5 (Vernehmungsprotokoll der Gestapo zum Sprengstoffanschlag im Bürgerbräukeller, München am 8. November 1939).
- Anton Hoch, Lothar Gruchmann: Georg Elser: Der Attentäter aus dem Volke. Der Anschlag auf Hitler im Münchener Bürgerbräu 1939. Fischer Taschenbuch 3485, Frankfurt am Main 1980, ISBN 3-596-23485-9 (Teil 1. Das Attentat auf Hitler im Münchner Bürgerbräukeller 1939. / Teil 2. Die Vernehmung des Attentäters.).
- Florian Henning Setzen: Der Hitler-Attentäter Georg Elser und die vermeintlichen „Hintermänner“ in der Schweiz. In: Jahrbuch 1997/98 des Heimat- und Altertumsvereins Heidenheim an der Brenz e. V. Hrsg. v. Helmut Weimert. Heidenheim 1998, ISSN 0931-5608, S. 247–267.
- Peter Steinbach, Johannes Tuchel: „Ich habe den Krieg verhindern wollen“. Georg Elser und das Attentat vom 8. November 1939. Eine Dokumentation. Katalog zur Ausstellung. Gedenkstätte Deutscher Widerstand, Berlin 1997, ISBN 3-926082-08-9.
- Helmut Ortner: Der Attentäter. Georg Elser – der Mann, der Hitler töten wollte. Klöpfer & Meyer, Tübingen 1999, ISBN 3-931402-50-9.
- Helmut Ortner: Georg Elser. Der einsame Attentäter: Der Mann, der Hitler töten wollte. Nomen Verlag, Frankfurt am Main, 2. Auflage 2010, ISBN 978-3-939816-03-4.
- Christian Graf von Krockow: Georg Elser. In: Porträts berühmter deutscher Männer. List-Taschenbuch, Berlin 2004, ISBN 978-3-548-60447-3, S. 337–378.
- Peter Steinbach, Johannes Tuchel: Georg Elser. Hrsg.: Ernst Freiberger-Stiftung. be.bra wissenschaft verlag, Berlin 2008, ISBN 978-3-937233-53-6.
- Lothar Fritze: Legitimer Widerstand? Der Fall Elser. Berliner Wissenschafts-Verlag, Berlin 2009, ISBN 978-3-8305-1672-9.
- Hellmut G. Haasis: „Den Hitler jag’ ich in die Luft“. Der Attentäter Georg Elser. Eine Biographie. Edition Nautilus, Hamburg 2009, ISBN 978-3-89401-606-7 (Erstausgabe:  1999).
- Ulrich Renz: Georg Elser – Ein Meister der Tat. In: Peter Steinbach, Reinhold Weber (Hrsg.): Prägende Köpfe aus dem Südwesten. Band 7. DRW-Verlag Weinbrenner, Leinfelden-Echterdingen 2009, ISBN 978-3-87181-767-0.
- Peter Steinbach, Johannes Tuchel: Georg Elser. Der Hitler-Attentäter. be.bra verlag, Berlin 2010, ISBN 978-3-89809-088-9.
- Volker Koop: In Hitlers Hand: Die Sonder- und Ehrenhäftlinge der SS. Böhlau, Köln / Weimar / Wien 2010, ISBN 978-3-412-20580-5, Inhaltsverzeichnis.
- Hellmut G. Haasis: Georg Elser: Ein schwäbischer Kriegsgegner. Eine Einführung. Mit Grafiken von Uli Trostowitsch. Klemm + Oelschläger, Münster / Ulm 2012, ISBN 978-3-86281-043-7.
- Hellmut G. Haasis: Bombing Hitler. The Story of the Man who almost assassinates the Führer. (Engl. Übersetzung der 1. Auflage 1999) Skyhorse Pub., New York 2013, ISBN 1-61608-741-2, ISBN 978-1-61608-741-8.
- Sigrid Brüggemann: Johann Georg Elser – ein beunruhigendes Rätsel für die Gestapo. In: Ingrid Bauz, Sigrid Brüggemann, Roland Maier (Hrsg.): Die Geheime Staatspolizei in Württemberg und Hohenzollern. Schmetterling Verlag, Stuttgart 2013, ISBN 978-3-89657-138-0, S. 209–213.
- Ulrich Renz: Georg Elser. Allein gegen Hitler. 2. Aufl. Kohlhammer, Stuttgart 2016, ISBN 978-3-17-031077-3.
- Tom Ferry: Georg Elser. The Zither Player. CreateSpace, North Charleston 2016, ISBN 978-1-5177-1021-7.[144]
- Matheus Hagedorny: Georg Elser in Deutschland. ça ira, Freiburg / Wien 2019, ISBN 978-3-86259-126-8.
- Mitsuaki Tamura: Widerstand – Georg Elser und Yun Bong-gil. Sanichi Shobo (Japan) 2019, ISBN 978-4-380-19008-7.[145]
- Wolfgang Benz: Allein gegen Hitler. Leben und Tat des Johann Georg Elser. C.H. Beck, München 2023, ISBN 978-3-406-80061-0.

### Sammelbände
- Georg-Elser-Arbeitskreis Heidenheim (Hrsg.): Georg Elser. Gegen Hitler – gegen den Krieg. 2., überarb. u. erw. Auflage. Heidenheim 2003, OCLC 315669513 (Inhaltsverzeichnis).
- Andreas Grießinger (Hrsg.): Grenzgänger am Bodensee. Georg Elser; Verfolgte – Flüchtlinge – Opportunisten. Vorträge zur Georg-Elser-Ausstellung an der Geschwister-Scholl-Schule Konstanz, 1999. Universitäts-Verlag, Konstanz 2000, ISBN 3-87940-717-7.
- Achim Rogoss, Eike Hemmer, Edgar Zimmer (Hrsg.): Georg Elser. Ein Attentäter als Vorbild. Edition Temmen, Bremen 2006, ISBN 978-3-86108-871-4 (Buch als PDF – Georg-Elser-Initiative Bremen).

### Belletristik
Romane
- Stephen Sheppard: Georg Elser, einer aus Deutschland. Roman. Goldmann, München 1989, ISBN 3-442-09663-4.
- Sobo Swobodnik: Fallers Held. Roman. Klett-Cotta, Stuttgart 2005, ISBN 3-608-93735-8.

Bühnenstücke
- Peter-Paul Zahl: Johann Georg Elser. Ein deutsches Drama. Rotbuch Verlag, Berlin (West) 1982, ISBN 3-88022-248-7.
- Hellmut G. Haasis: Georg Elser schwäbisch bei der Gestapo. Ein Stück in 20 Szenen. Freiheitsbaum, Paris / Reutlingen 2008, ISBN 978-3-922589-31-0.
- Felix Huby, Dieter de Lazzer: Georg Elser – Allein gegen Hitler. Ein schwäbisches Volksstück. Verlag der Autoren, Frankfurt am Main 2008, OCLC 1106725905.

## Wanderausstellung
- Peter Steinbach, Johannes Tuchel: Menschen aus dem Land. Georg Elser. Faltblatt zur Wanderausstellung „Ich habe den Krieg verhindern wollen. Georg Elser und das Attentat vom 8. November 1939“. Dokumentation der Landeszentrale für politische Bildung Baden-Württemberg und der Gedenkstätte Deutscher Widerstand. Stuttgart 2010.

## Audio
- Georg Elser und der Tyrannenmord In: Zeitblende auf Schweizer Radio und Fernsehen vom 4. November 2023
- Georg Johann Elser – ein Mann gegen Hitler (Feature von Waltraud Stiegele, 2009, gesendet im Bayerischen Rundfunk), mit Arbeitsblättern für den Unterricht und Sendemanuskript
- Den Hitler jag ich in die Luft, Rezension des gleichnamigen Buches von Hellmut G. Haasis durch Radio Z, Nürnberg
- Georg Elser – der einsame Hitler-Attentäter Feature von Ulrich Chaussy, 2014, gesendet in Bayern 2
- Pia Fruth: Hitlers stiller Gegenspieler – Der schwäbische Widerstandskämpfer Georg Elser, SWR2 – Wissen vom 11. November 2016 (mit Ton und Manuskript)

## Filme
- Übersicht des Georg-Elser-Arbeitskreises

### Dokumentarfilme
- Der Attentäter. Doku-Feature 90 min. von Rainer Erler (BR Deutschland 1969), Adolf-Grimme-Preis mit Gold für Hans Gottschalk (Buch) und Rainer Erler (Regie)
- Allein gegen den Führer. TV-Dokumentation 15 min., ein Film von Rüdiger Liedtke, WDR 1989 (Red.: Beate Schlanstein)
- Eine Höllenmaschine für den Führer, „Der Widerstandskämpfer Georg Elser.“ Von Christian Berger, Farbe-S/W. 30 Min., Matthias-Film, Stuttgart 1995
- Einer aus Königsbronn. Der Widerstandskämpfer Georg Elser Eine Dokumentation von Eva Witte. BR Deutschland 1997, 30 Min.
- Die zweite Hinrichtung des Georg Elser. Bayerischer Rundfunk 2009. Gezeigt am 7. November 2014 in ARD-alpha von 21:50 bis 22:35.(Dokumente zu Georg Elser: Verhörprotokolle, Würdigung).

### Spielfilme
- Georg Elser – Einer aus Deutschland, Regie: Klaus Maria Brandauer, Darsteller: Klaus Maria Brandauer (1989)
- Elser – Er hätte die Welt verändert, Regie: Oliver Hirschbiegel, Drehbuch: Fred Breinersdorfer und Léonie-Claire Breinersdorfer, Darsteller: Christian Friedel (2015)